# Gudea
Gudea, ou selon sa forme francisée Goudéa (en sumérien, « L'Appelé »), est un souverain de la cité-État de Lagash, en Mésopotamie, dans le pays de Sumer. Il règne vers 2150/2130 - 2120/2110 av. J.-C. Il est célèbre pour de nombreuses statues qui le représentent. Plusieurs sont faites en diorite, roche magmatique noire extrêmement solide.

## Sources
En quantité, la documentation sur Gudea est pléthorique : en 2000, C. Suter identifiait la bagatelle de 2 445 objets portant une inscription cunéiforme dont il est le commanditaire, corpus qui a augmenté depuis, notamment à la suite de la reprise des fouilles des sites de l'ancien royaume de Lagash.
Le type d'objet le plus nombreux est, de très loin (plus de 2 000), le clous de fondation en argile, enterré à l'origine sous un bâtiment dont il commémore la fondation. Viennent ensuite les briques estampées (plus de 200), des tablettes de fondation (une quarantaine), des figurines de fondation en cuivre reprenant la forme de clous, aussi des inscriptions sur des têtes de massue, des vases en pierre, et des statues et des stèles. La grande majorité (plus de 1 800) provient du site de Tello, l'antique Girsu, quelques dizaines des deux autres sites majeurs du royaume, Zurghul (Nigin/Nina) et al-Hiba (Lagash), beaucoup (plus de 500) ayant une provenance exacte inconnue car ils sont issus de fouilles clandestines.
Ces objets comprennent pour la plupart de courtes inscriptions de fondation de sanctuaires, d'autres des inscriptions votives (accompagnant une offrande), celles des statues étant plus développées. Elles sont très stéréotypées et, au minimum, elles contiennent le nom de la divinité à laquelle est voué l'édifice où ont lieu les travaux, le nom de Gudea en tant que commanditaire et l'identification de l'édifice. Une même inscription est souvent recopiée sur de nombreux objets, y compris sur des supports différents : on trouve une centaine de textes différents répartis sur plus de 2 400 objets, certains n'étant du reste distingués que par des variantes mineures telles que l'ajout ou le retrait d'une ou deux lignes. Le texte le plus long daté du règne de Gudea est le récit de construction du temple de Ningirsu, donc une version extrêmement détaillée des inscriptions de fondation, inscrite sur deux gros cylindres en argile. Ce texte et les autres inscriptions longues du règne de Gudea ont joué un rôle important dans la redécouverte de la langue sumérienne, notamment par les travaux de F. Thureau-Dangin (Inscriptions de Sumer et d'Akkad, 1905) et d'A. Falkenstein (Grammatik der Spräche des Gudea von Lagasch, 1949-50).
Les statues en diorite de Gudea occupent une place à part dans ce corpus, en raison de leur importance dans l'histoire de l'art de la Mésopotamie antique. Elles sont au moins 21 (l'authenticité d'une partie ou son attribution au règne de Gudea étant discutée), accompagnées par des têtes sculptées dans le style de l'époque de Gudea qui semblent avoir fait partie de statues de cette période, et portent des inscriptions parfois très développées. L'art de l'époque de Gudea est également représenté par des figurines de fondation en cuivre, représentant le roi portant un panier à briques, une divinité accroupie ou un animal, un bassin en calcaire sculpté, des statues fragmentaires de lion, et plusieurs bas-reliefs fragmentaires, ainsi que des sceaux-cylindres et empreintes de sceaux-cylindres (représentant souvent une scène de présentation/intercession d'un orant humain devant une divinité). L'association constante des images et des textes a incité à étudier les rapports qui les unissent afin d'éclairer leurs significations et leurs fonctions, plutôt que de les étudier séparément,. 
La documentation administrative, d'ordinaire très importante pour reconstituer l'histoire de ces périodes, occupe une place marginale pour l'étude du règne de Gudea. Environ 600 tablettes de l'époque de sa dynastie (donc, en gros, le XXIIe siècle av. J.-C.) ont été identifiées. Seule une minorité comprend une formule de datation qui permet de l'attribuer au règne de Gudea, mais il est estimé sur la base de la paléographie (notamment l'aspect des signes cunéiformes) que la plupart d'entre elles datent de son règne ou de celui de son fils et successeur Ur-Ningirsu II.

## Nom
Gudea est un nom sumérien signifiant L’Appelé. Il est composé des trois caractères cunéiformes 𒅗 gu3, 𒌤 de2 et 𒀀 a. Le premier signifie verser, le deuxième voix, de sorte qu’ensemble, ils signifient verser la voix et sont interprétés comme le verbe parler ou invoquer. Le troisième est un nominalisant, et 𒅗𒌤𒀀 gu3-de2-a est ainsi traduit comme L’Appelé ou L’Invoqué.
Ce nom est possiblement un « nom de trône », à savoir le nom qu'un souverain prend lors de son accession au pouvoir. Dans un tel cas, il est à mettre en relation avec l’importance que Gudea attache à l’aspect religieux de son règne.

## Règne

### Incertitudes chronologiques
- Il est impossible de déterminer sa durée de règne et la chronologie interne des événements qui sont connus. Au moins dix noms d'années de son règne sont attestés, mais il est estimé que c'est trop court au regard du nombre de chantiers qu'il a accompli. Une vague estimation de sa durée de règne la situe à 20-25 ans[15].
- Il est impossible de déterminer quand son règne prend place. Il devient dirigeant de Lagash dans la période qui sépare la fin de l'empire d'Akkad à la fin du règne de Shar-kali-sharri et la prise de pouvoir d'Ur-Namma d'Ur qui marque le début de la troisième dynastie d'Ur (Ur III). On la situe en général au XXIIe siècle av. J.-C., mais sa durée est débattue : un siècle selon P. Steinkeller, une quarantaine d'années selon W. Hallo, ou bien entre les deux, 70-80 ans selon W. Sallaberger et I. Schrakamp[16],[17]. Quoi qu'il en soit le règne de Gudea se situe plutôt vers la fin de cette période, avec peut-être une montée sur le trône autour de 2130 av. J.-C.[18] et, selon l'opinion la plus répandue à la suite des propositions de P. Steinkeller, une fin de règne qui chevauche plus ou moins longtemps le début de règne d'Ur-Namma (vers 2110 av. J.-C.) et la formation du royaume d'Ur III (ou alors les précèderait de très peu)[16],[19],[20], l'annexion (probablement pacifique) de Lagash par Ur III se produisant sous ses successeurs[21],[22].

### Un dirigeant de Lagash

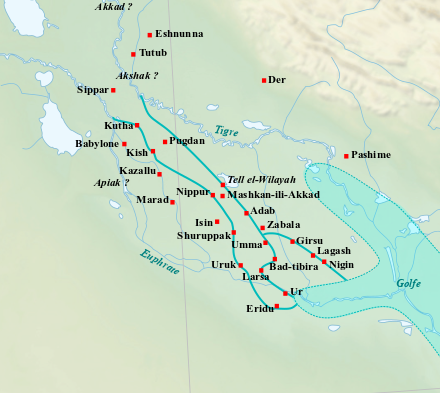
Localisation des sites principaux de Mésopotamie méridionale durant la période d'Akkad, précédant la période de règne de Gudea.

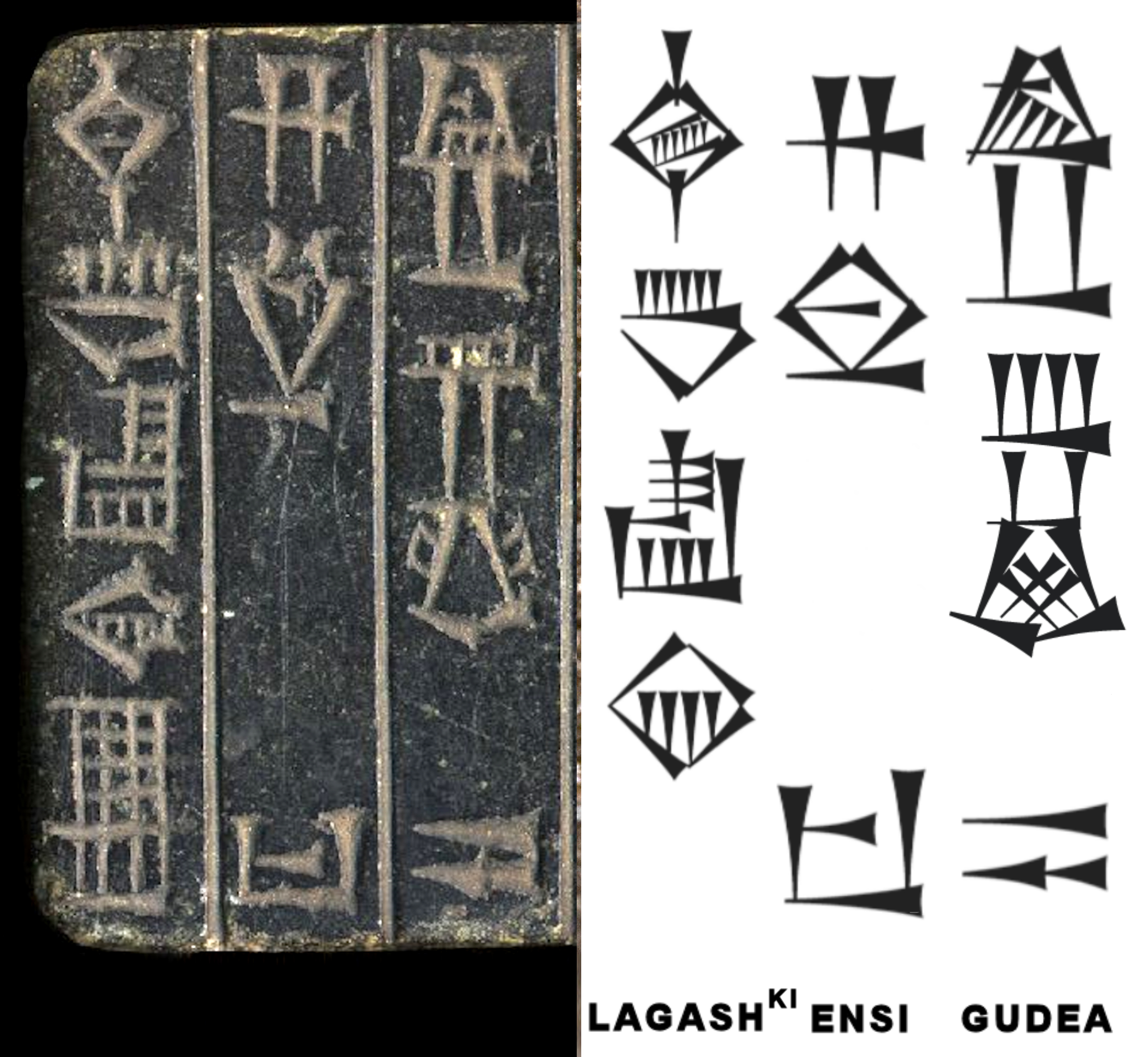
Détail d'une tablette de fondation, avec copie en graphie normalisée : « Gudea, ensí de Lagash » (dans le sens de lecture de l'époque : de haut en bas dans une case et de droite à gauche sur la rangée de cases).

La seconde dynastie de Lagash (ou Lagash II) dont fait partie Gudea est fondée dans des circonstances indéterminées lors de l'effondrement de l'empire d'Akkad par un certain Puzur-Mama. Il prend le titre d'ensí (souvent traduit par « vicaire »), qui désignait les souverains de Lagash à l'époque des dynasties archaïques (avant la conquête akkadienne) et qui était employé à l'époque d'Akkad pour désigner les gouverneurs, le titre des rois étant lugal. Ses successeurs, Gudea compris, font de même. Le véritable fondateur de ce nouveau royaume de Lagash est Ur-Ningirsu, contemporain des derniers rois d'Akkad, et lui succèdent un nombre indéterminé de souverains, surtout connus par des inscriptions de fondation. Il ne s'agit pas d'une dynastie à proprement parler, puisqu'ils ne sont probablement pas tous apparentés. Leurs inscriptions mentionnent rarement leur filiation. Néanmoins concernant Gudea la situation est assez claire : il est le gendre de son prédécesseur Ur-Baba, après son mariage avec sa fille Ninalla ; son fils Ur-Ningirsu (II) règne après lui.
Gudea règne en souverain indépendant sur Lagash et sa région, un territoire qui s'étend au sud-est du pays de Sumer, au sud de la cité d'Umma et jusqu'au bord du golfe Persique, frontalier à l'est des pays de la sphère élamite, et à l'ouest d'autres cités sumériennes (Larsa, Uruk et Ur pour les plus notables). En plus de sa ville éponyme, Lagash (actuel site de Al-Hiba), le royaume de Lagash comprend une autre ville majeure, Girsu (Tello), au nord, qui lui sert peut-être de véritable « capitale », en tout cas le lieu de provenance de la majeure partie de la documentation sur la période de Lagash II. Au sud de la ville de Lagash se trouve une autre ville importante, Nigin (ou Nina, site de Zurghul). L'extrémité sud du royaume, sur le littoral du golfe Persique, comprend le port principal de la région, Gu-abba (le « Bord de la Mer » ; localisation exacte inconnue). C'est une région riche grâce à ses ressources agricoles et maritimes, ainsi que sa situation sur d'importantes routes commerciales. Au temps de la domination d'Akkad, c'était une des provinces les plus importantes de l'empire, et il en va de même sous la troisième dynastie d'Ur. Bien que la situation économique du temps de Gudea soit peu documentée, il est très probable qu'il soit à la tête d'un royaume prospère,.
La documentation administrative de l'époque de Lagash II, qui date principalement des règnes de Gudea et de son successeur Ur-Ningirsu II, est majoritairement de nature administrative. Comme souvent pour les périodes anciennes de l'histoire mésopotamienne, elle documente essentiellement la circulation de biens, notamment les dépenses (zi-ga) et la gestion de personnel, permet d'entrevoir certains des personnages jouant un rôle important dans l'administration de l'époque. Selon M. Maiocchi et G. Visicato, elles donnent l'image générale d'« un système urbain fortement centralisé, tournant autour du dirigeant local et des institutions qui sont sous son autorité. Le réseau dense des configurations administratives émergeant au sein de la famille royale et de son entourage (ministres, échanson, scribes, « capitaines », superviseurs, administrateurs, etc.) plaide en faveur d'un système mature, similaire à l'administration sargonique et à celle d'Ur III. »

### Contexte géopolitique et sphère d'influence

Localisation des principaux sites et régions de la partie orientale du Moyen-Orient dans la seconde partie du

Le règne de Gudea prend place dans l'intervalle entre la chute de la dynastie d'Akkad et la mise en place de la dynastie d'Ur III. La fin de la domination akkadienne, à la fin du règne de Shar-kali-sharri, a conduit sur une fragmentation politique du Sud mésopotamien. Les principaux bénéficiaires de cet effondrement, et peut-être les principaux responsables de celui-ci, sont les Gutis, peuple originaire du Zagros qui s'implantent dans la partie nord de la Basse Mésopotamie, entre Sippar et Adab, cette dernière leur servant de capitale. On parle d'ailleurs parfois d'« intermède guti » pour désigner cette période. La partie sud de la région, le pays de Sumer, leur échappe largement. C'est là que se trouve Lagash, qui domine au moins sa frange orientale, tandis que la partie occidentale semble organisée autour d'Uruk. C'est un souverain de cette dernière, Utu-hegal, qui défait les Gutis. Un autre roi important émergeant des décombres de l'empire d'Akkad est Puzur-Inshushinak, qui domine l'ensemble élamite, à l'est de Lagash, depuis la cité de Suse. Il parvient un temps à dominer la vallée de la Diyala et la Mésopotamie centrale. Finalement ces régions sont unifiées par un roi venu d'Ur, nommé Ur-Namma, qui est peut-être le frère d'Utu-hegal. C'est le fondateur de la troisième dynastie d'Ur,.
Où situer le règne de Gudea dans ce contexte ? Il ne mentionne qu'une seule campagne, dans l'inscription de sa statue B : « Il vainquit les villes d'Anshan et d'Élam et apporta le butin de celui-ci à Ningirsu dans son (temple) Eninnu. » Son règne n'a donc pas été pacifique, et l'inverse eut été étonnant vu le contexte politique. Une inscription de Gudea mise au jour à Shushtar en Susiane semble confirmer le fait qu'il a dominé au moins une partie de cette région. Mais on ne sait pas dans quel contexte se déroule cette campagne. Selon ce que l'on sait de l'histoire de la période, sa cible serait Puzur-Inshushinak. Selon Steinkeller et Marchesi, les armées de Gudea ont accompagné celles d'Ur-Namma alors qu'il défaisait cet adversaire ; Sallaberger et Schrakamp considèrent que Gudea conquiert la région avant Ur-Namma,. F. Pomponio place quant à lui le règne de Gudea avant, antérieurement aux victoires d'Utu-hegal, qui serait le contemporain du successeur de Gudea, Ur-Ningirsu,.
Quoi qu'il en soit, le fait que Gudea ait pu faire des offrandes à Nippur, et sans doute installer certaines de ses statues à Ur et Uruk, en plus des travaux qu'il a entrepris à Shushtar indiquent que son influence s'étend au-delà des frontières de son royaume. En tout cas on considère que les rapports entre Lagash et Uruk et Ur ont été pacifiques sous le règne de Gudea. Il commerce avec la sphère élamite et les pays impliqués dans le commerce du Golfe (Dilmun, Magan, Meluhha) pour se procurer des matières premières nécessaires à ses œuvres pieuses, ce qui plaide en faveur d'un contexte politique plutôt calme et stable dans la partie méridionale de la Basse Mésopotamie.

### Idéologie royale: le roi pieux

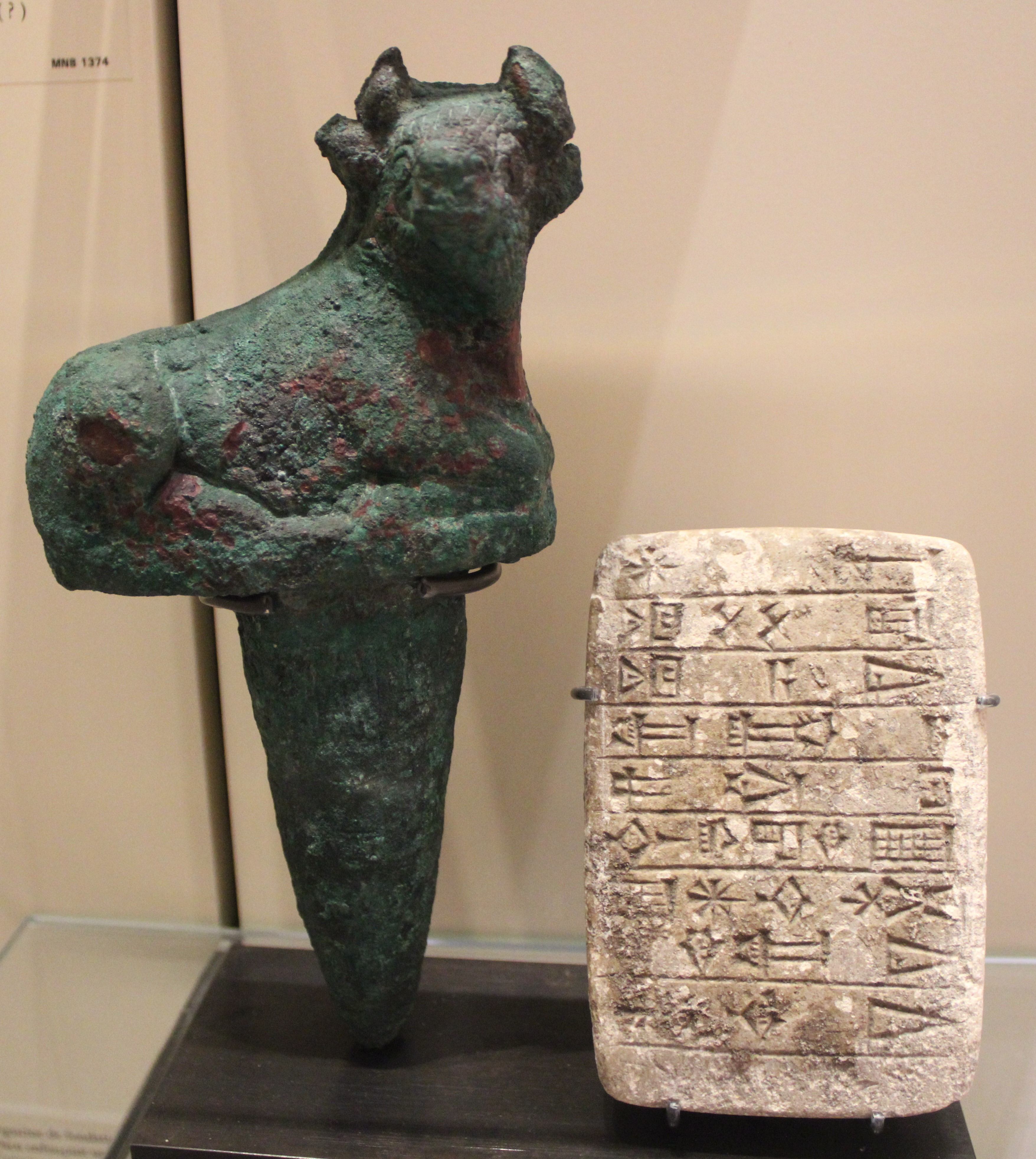
Clou de fondation en alliage cuivreux surmonté d'un taureau couché, avec une tablette en calcaire comprenant une inscription commémorant la construction du temple d'Inanna à Girsu. Musée du Louvre.

Même si son règne n'a pas été exempt de faits militaires, Gudea a commémoré ses actes pieux. À l'exception du premier qui évoque sa montée sur le trône, ses noms d'années, choisis de manière à rappeler le fait jugé le plus significatif de l'année qui précède celle qu'ils désignent, commémorent des reconstructions de temples ou bien des offrandes aux dieux, ainsi que la consécration d'une grande-prêtresse. Ses statues et autres documents inscrits font de même, si on excepte la mention de sa campagne en Élam sur la statue B.
En plus de la floraison artistique qui a eu lieu durant son règne, la littérature en sumérien a probablement été promue par ce roi : il a manifestement commandité la rédaction du long hymne contenu dans les Cylindres A et B, peut-être aussi deux hymnes, un dédié à Baba et l'autre à Nanshe, connus par des copies postérieures mais qui mentionnent son nom. Il a également été proposé d'attribuer à son règne la rédaction d'hymnes centrés sur la figure de Ninurta (assimilé à Ningirsu), mais c'est plus douteux. La littérature de cour de l'époque de Gudea semblerait avoir inspiré celle du temps de Shulgi d'Ur, qui a peut-être employé des scribes ayant servi Gudea.
Gudea a donc tenu a apparaître comme un serviteur des dieux, réalisant l'idéal du roi pieux tel qu'il est inscrit dans la tradition royale sumérienne. Il tourne ainsi le dos à l'inclination guerrière des rois d'Akkad et d'autres rois de son époque qui mettent en avant leurs conquêtes militaires. Il est donc tentant d'y voir une volonté de rejeter l'héritage akkadien pour plutôt se tourner vers celui des dynasties sumériennes que les rois d'Akkad avaient soumis, dont celle des rois de Lagash. Cela expliquerait aussi les aspects archaïsants de ses inscriptions votives, qui reprennent des formulations employées à l'époque antérieure à celle des rois d'Akkad, aussi le retour à la pratique des figurines de fondation qui avait été abandonnée à l'époque akkadienne. Dans l'art, il se fait représenter comme un roi pieux, statique, rejetant l'image dynamique et vigoureuse des rois conquérants d'Akkad. Il se conforme également à l'image du roi bâtisseur, en faisant commémorer la reconstruction du sanctuaire de Ningirsu par un long texte connu par ses Cylindres A et B, et en se faisant représenter en architecte sur ses statues B et F,. Ses inscriptions connues indiquent qu'il a au moins honoré 21 divinités et entrepris des travaux dans 24 sanctuaires. Il est également désigné à l'occasion comme le « pasteur » (sipa), métaphore courante dans l'idéologie royale sumérienne pour désigner un souverain qui protège et dirige bien ses sujets.
La mise en avant de la relation du roi avec les dieux se voit de plusieurs manières. La signification de son nom, « L'Appelé », est manifestement une référence à l'élection divine, et il pourrait s'agir d'un nom qu'il a pris lors de sa prise de pouvoir (« nom de trône »). Ses inscriptions évoquent ses relations privilégiées avec certaines divinités, qui appartiennent au panthéon de Lagash (il fait très peu référence aux divinités des autres parties de Sumer). En particulier, il est l'élu du grand dieu du royaume, Ningirsu, auquel il consacre le plus d'efforts, il se place sous la protection de Ningishzida, son dieu personnel, et il se dit fils de la déesse Gatumdug, qui l'aurait mis au monde dans son sanctuaire,. Sa filiation divine est manifestement figurative et métaphorique, et ne renvoie probablement pas à l'objectif de conférer un statut divin au roi. Il n'y a pas d'indication claire qu'il se soit fait diviniser et ait reçu un culte de son vivant.
Les qualités qu'il met en avant dans les textes et les images renvoient à sa piété. Elles ne font certes pas de lui un personnage divin, mais lui confèrent un statut « supra-humain », en mesure d'être au contact des dieux. Il est attentif aux signes divins, comme l'indiquent ses yeux grands ouverts sur les statues, et il les comprend grâce à sa grande sagesse, symbolisée par ses grandes oreilles dans la culture sumérienne. Il se fait représenter en « architecte » qui trace les plans du temple du dieu Ningirsu. Sa vitalité et son physique vigoureux (ses muscles sur ses statues) sont les manifestations des faveurs divines en même temps qu'une garantie qu'il puisse mener à bien les tâches que lui ont confiées les dieux. Il s'agit principalement d'assurer le bon déroulement de leur culte, en construisant ou entretenant leurs sanctuaires, en s'assurant que des offrandes leur soient livrées régulièrement, et que leurs célébrations principales aient lieu. Le fait que le roi se fasse représenter la tête rasée renvoie à l'aspect des prêtres purificateurs, et semble donc signifier qu'il met, de cette manière, l'aspect sacerdotal du pouvoir en exergue.

## Gudea et les divinités de son royaume

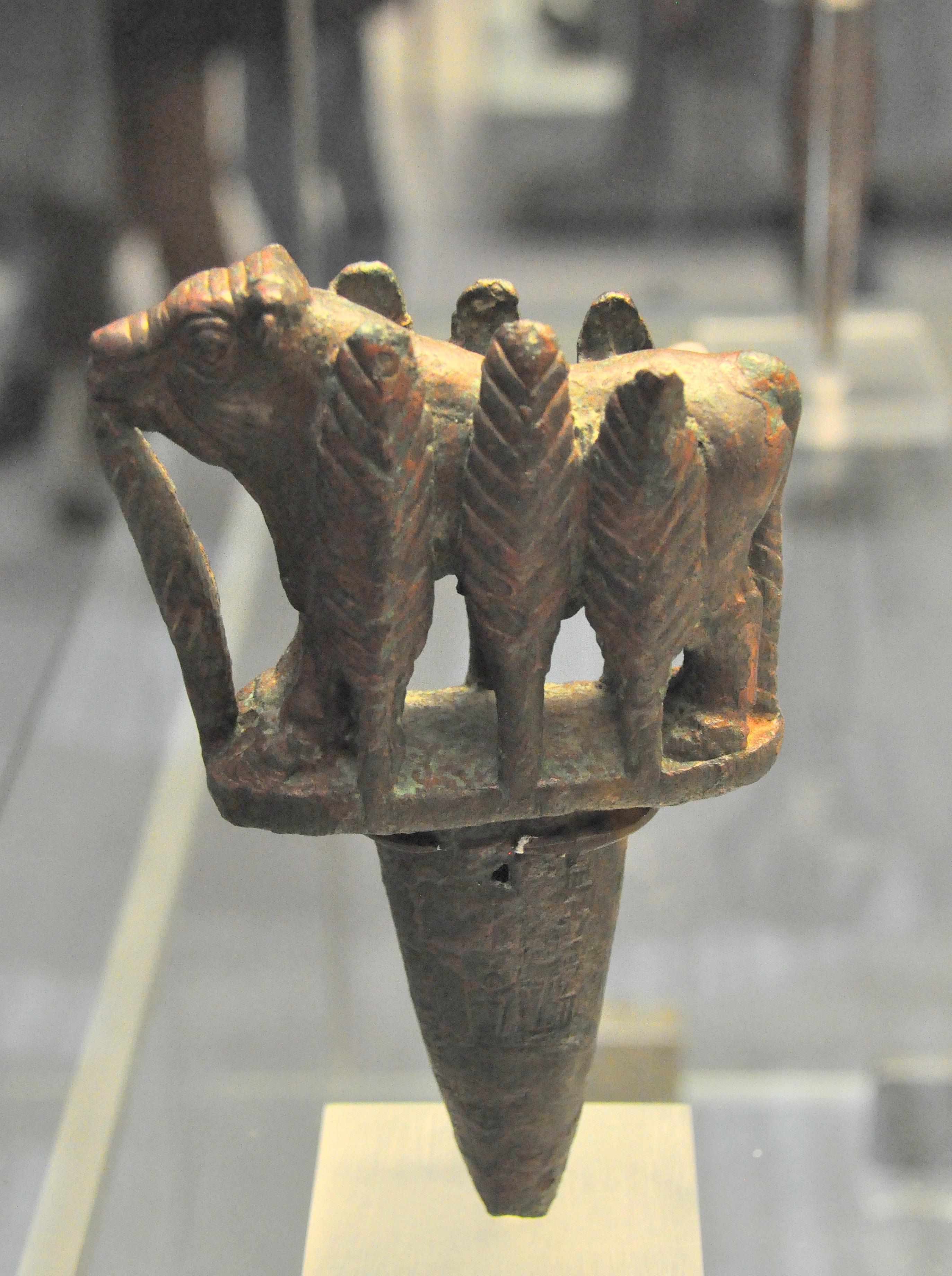
Clou de fondation surmonté d'une figurine d'un veau dans des marécages, commémorant la restauration par Gudea du temple de la déesse Nanshe. British Museum.

Roi pieux et roi bâtisseur, Gudea a entrepris de nombreuses réalisations visant à développer le culte des dieux de son royaume, depuis les offrandes quotidiennes jusqu'aux édifices de leurs sanctuaires. L'essentiel des sources de son règne commémorent cette activité et mettent en avant les liens du roi avec la sphère divine. Le panthéon du royaume de Lagash a un aspect local très prononcé : il est dominé par son dieu tutélaire, Ningirsu, et les membres de sa famille, notamment son épouse Baba (ou Ba'u), leur fils Shulshaga, sa sœur Nanshe, la déesse Gatumdug, tout en intégrant des divinités communes aux autres pays sumériens, en premier lieu Inanna et Nisaba. Gudea s'intègre dans ce contexte, tout en y apportant quelques modifications, probablement liés à sa volonté de consolider sa prise de pouvoir. Ningirsu reste le dieu primordial, qui fait l'objet du plus d'attentions. Le culte de son épouse Baba est également soutenu. Il se prévaut de deux mères divines : la locale Gatumdug, mais aussi la déesse Ninsun, originaire d'Uruk (où elle est considérée comme la mère du roi-héros Gilgamesh). L'autre grande déesse de Lagash, Nanshe, est présentée comme proche du roi. L'évolution la plus notable est la promotion de Ningishzida, jusqu'alors peu vénéré à Lagash, comme dieu personnel de Gudea, aux côtés de la déesse Geshtinanna qui est alors considérée comme son épouse. Par le biais des relations de parenté de ces différentes divinités, Gudea se relie aussi à deux grandes figures du panthéon sumérien : le roi des dieux Enlil, père de Ningirsu, et le dieu sage Enki, père (ou frère) de Nanshe. Ces liens ressortent par exemple dans l'inscription de la statue D :

« Gudea, ensí de Lagash, celui dont le nom est éternel, celui qui hale la barque d'Enlil, le pasteur que Ningirsu choisit dans son cœur, l'intendant fort de Nanshe, l'homme à qui Baba tient parole, l'enfant à qui Gatumdug donna naissance, à qui Igalim conféra l'autorité et un sceptre suprême, que Shulshaga dota abondamment du souffle vital, l'homme droit que sa ville aime. »

### Ningirsu, son temple et les Cylindres
La divinité principale du pays de Lagash est le dieu Ningirsu, dont le nom signifie en sumérien « le Seigneur de Girsu ». Il est considéré comme le fils d'Enlil, et à ce titre il est souvent rapproché de Ninurta, dont le culte est plus répandu en dehors de Lagash. Il est à la fois un dieu guerrier et un dieu agraire. Comme son nom l'indique, il est installé à Girsu, même s'il dispose de temples dans d'autres localités du royaume, notamment à Lagash (Ebagara, que Gudea a également restauré). Son sanctuaire de Girsu est l'Eninnu, « la Maison (ou Temple) aux cinquante (pouvoirs) », qui à l'époque de Gudea est aussi désignée par l'épithète « Anzu blanc », en référence à un oiseau mythique couramment associé à Ningirsu. Il devait se trouver sur le Tell A du site de Tello, où certaines des structures qui devaient le composer ont été repérées lors de fouilles. Il existait avant le règne de Gudea : son beau-père Ur-Baba l'avait déjà restauré et le récit des Cylindres parle d'un « vieux temple », donc une partie de l'ancien complexe qui a été préservée. Le chantier entrepris par Gudea est, pour autant que l'on sache, la grande affaire de son règne, celle qui a laissé le plus de sources écrites. Dans le discours officiel, elle prend des enjeux considérable : la destinée du sanctuaire est liée à celle du royaume, il doit servir à glorifier le dieu Ningirsu et Gudea, à faire connaître leur nom dans tous les pays et à lui assurer l'abondance pour le pays de Lagash,.

Inscriptions diverses commémorant les travaux dans le sanctuaire de Ningirsu
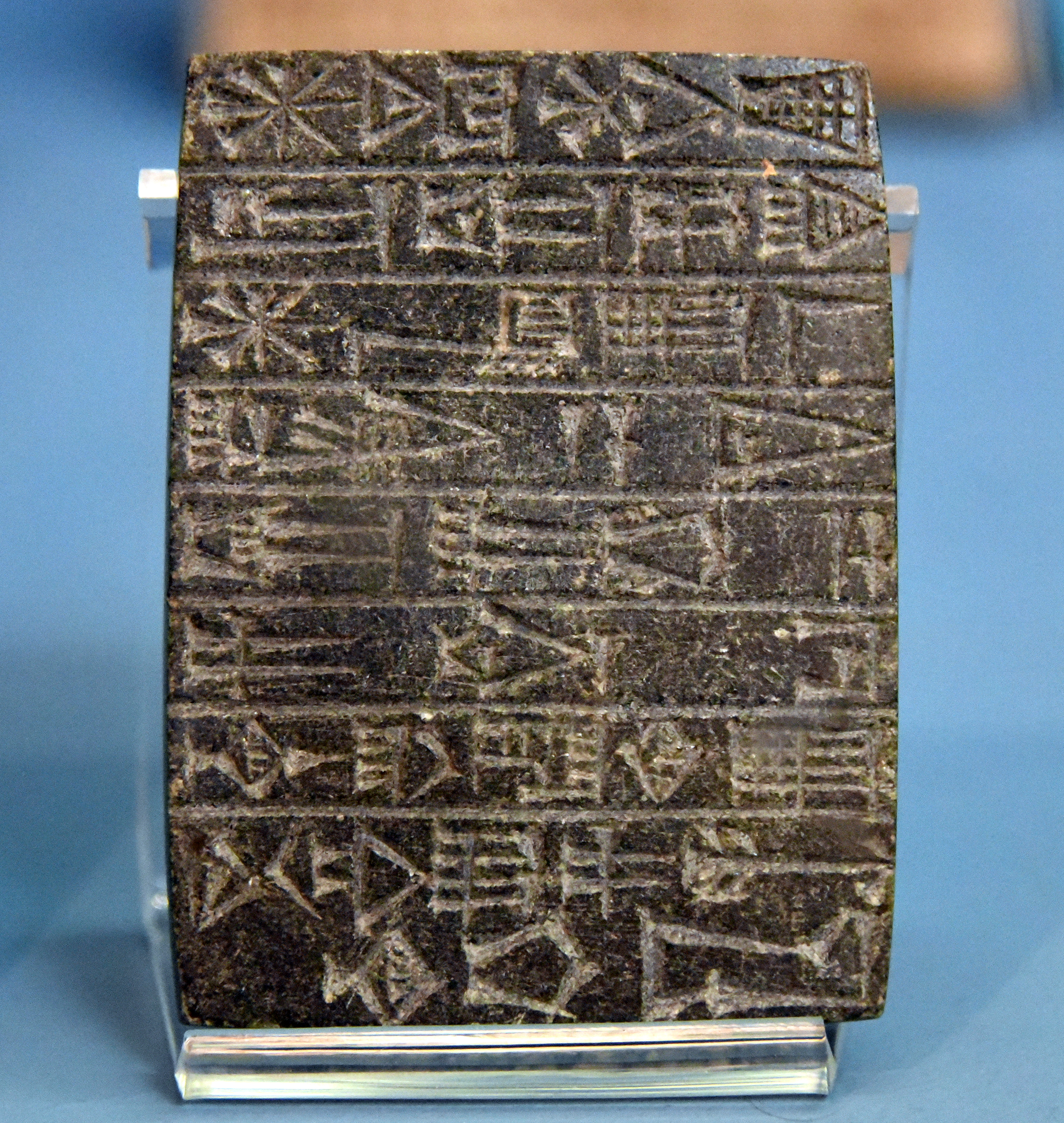
Tablette de fondation. Musée de l'Orient ancien d'Istanbul. Traduction de l'inscription : « Pour Ningirsu, le héros puissant d'Enlil, son roi, Gudea, l'ensí de Lagash, accomplit de qui convenait (et) construisit et restaura pour lui son Eninnu, l'Anzu blanc[58]. »
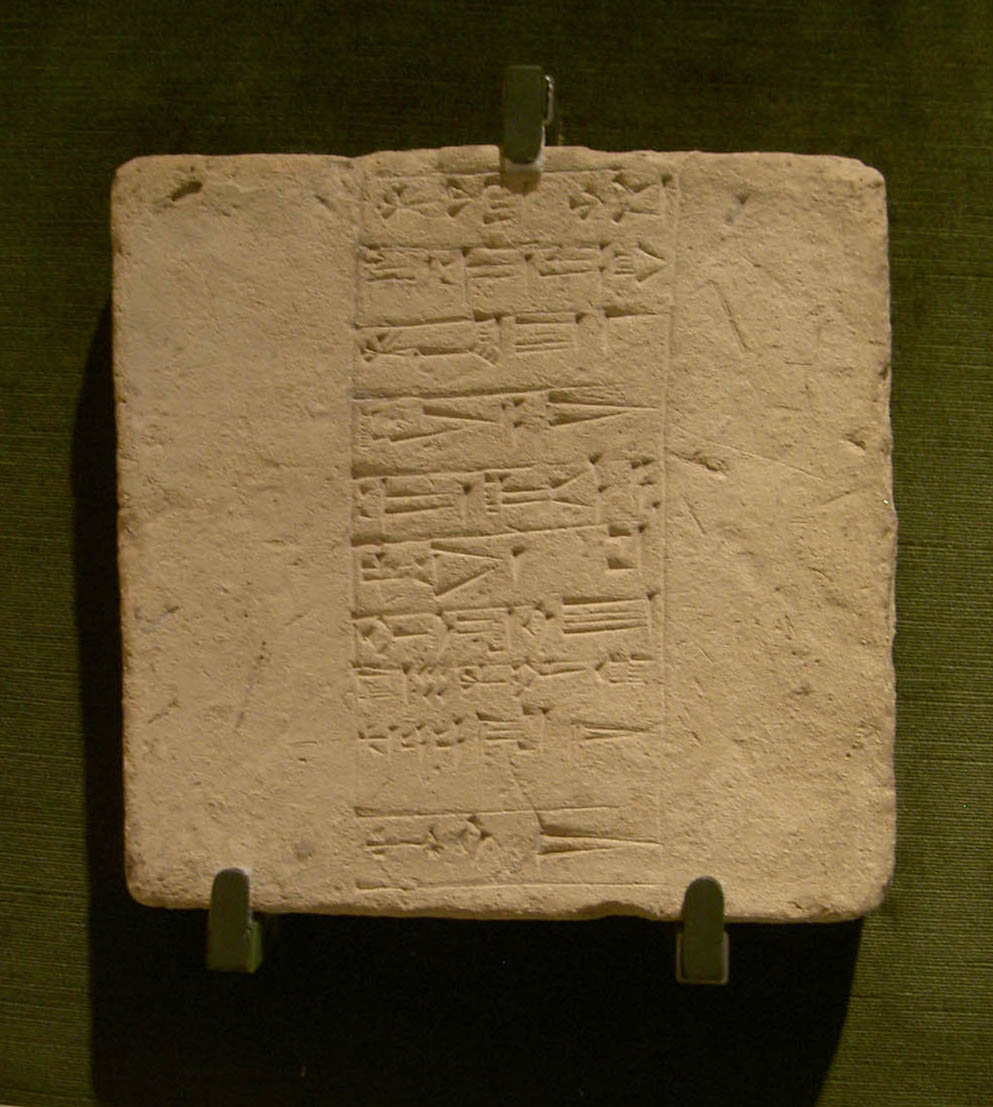
Brique inscrite. Musée archéologique national de Madrid. Traduction de l'inscription : « Pour Ningirsu, le héros puissant d'Enlil, son roi, Gudea, l'ensí de Lagash, construisit son Eninnu, l'Anzu blanc[59]. »
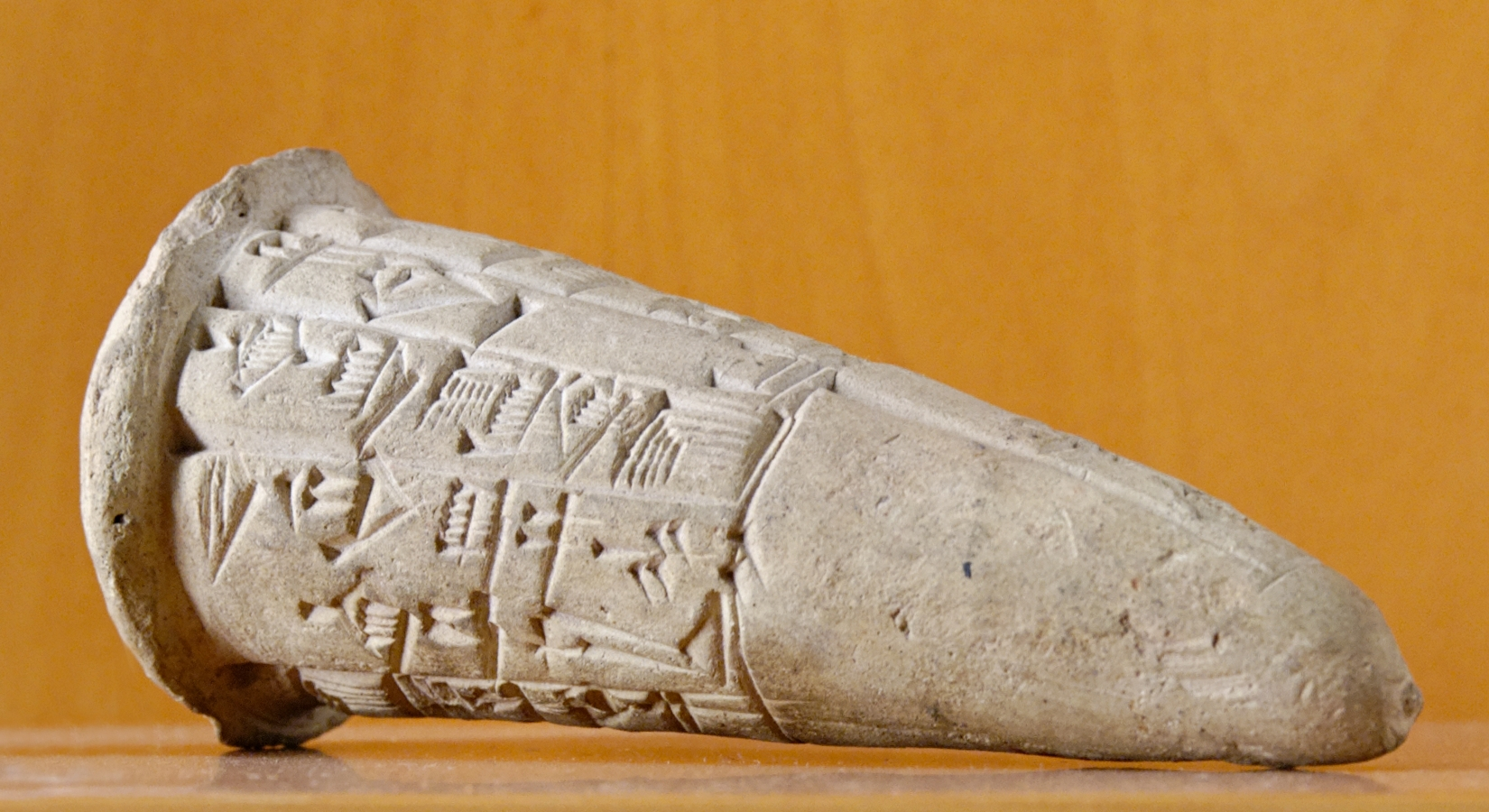
Clou de fondation. Musée des beaux-arts de Lyon. Traduction de l'inscription : « Pour Ningirsu, le héros puissant d'Enlil, son roi, Gudea, l'ensí de Lagash, accomplit ce qui convenait (et) son Eninnu, l'Anzu blanc, il construisit et il le restaura[58]. »
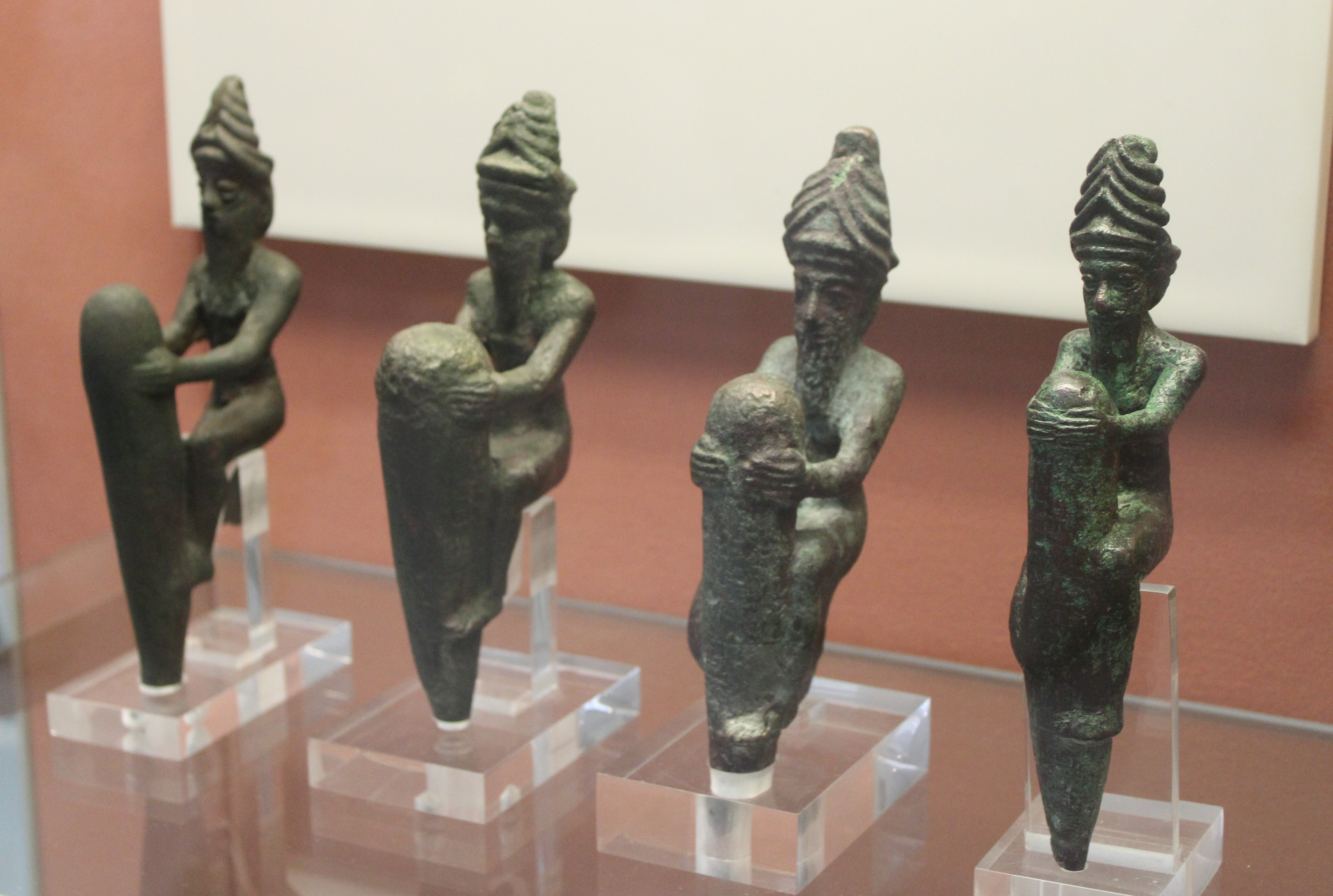
Clous-figurines de fondation en forme de divinités. British Museum. Traduction de l'inscription : « Pour Ningirsu, le héros puissant d'Enlil, son roi, Gudea, l'ensí de Lagash, construisit son Eninnu, l'Anzu blanc[59]. »
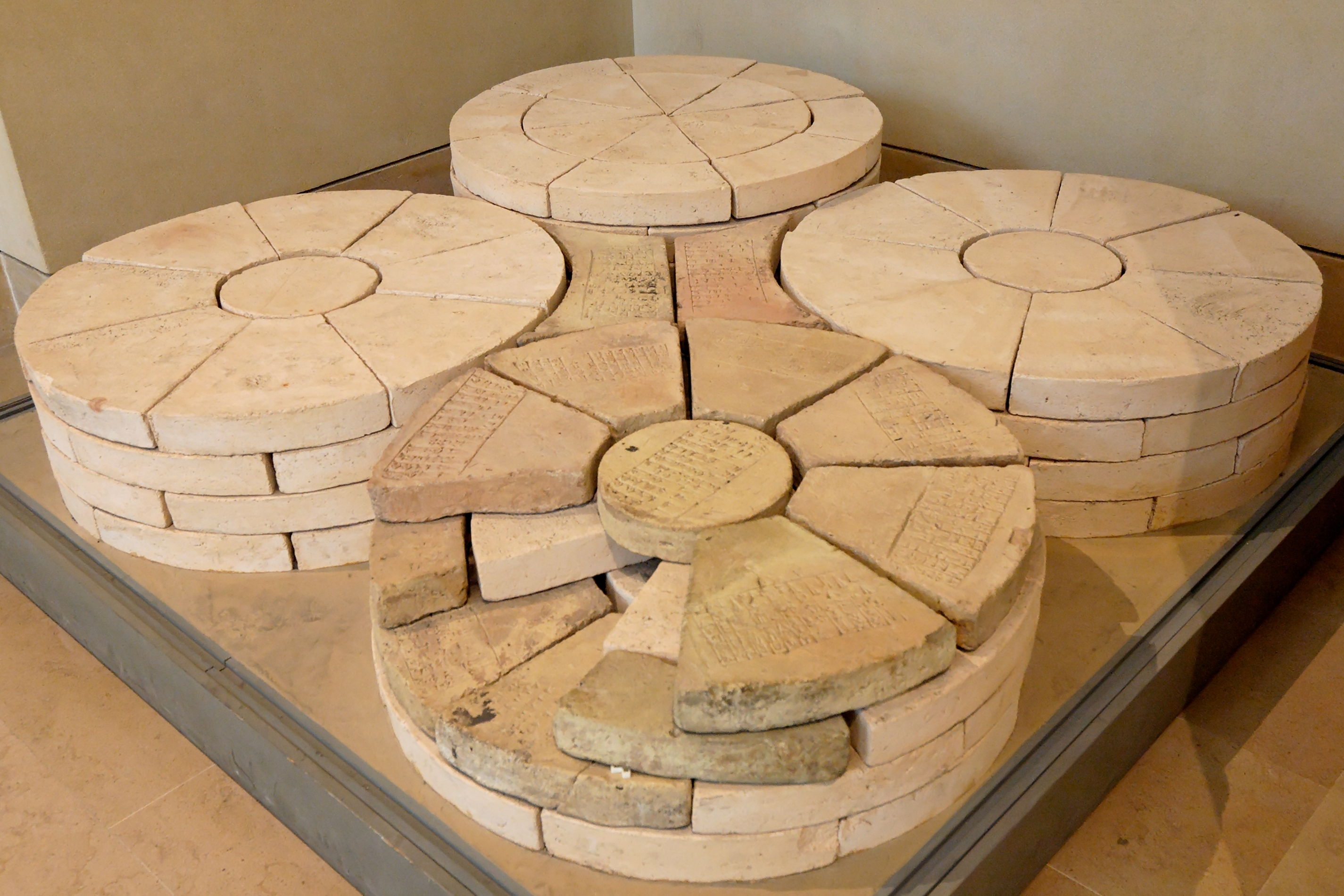
Piliers de Gudea, provenant d'une porte du sanctuaire, où était rendue la justice. Musée du Louvre. Traduction de l'inscription : « Pour Ningirsu, le héros puissant d'Enlil, son roi, Gudea, l'ensí de Lagash, construisit sa Maison (Temple), l'Anzu blanc. Là, il installa pour lui  un ... avec (un plafond) en cèdre, le lieu (de Ningirsu) où il rend les jugements[60]. »

La (re)construction du sanctuaire de Ningirsu de Girsu est documentée par de nombreuses inscriptions de Gudea : courtes et stéréotypées, répétées sur plusieurs exemplaires, sur des tablettes, des briques, des clous et des figurines de fondation ; plus développées sur des statues (notamment la B) ; bien plus longues dans deux cylindres d'argile, les « Cylindres de Gudea », qui sont distingués par les lettres A et B. Découverts en 1877 sur le tell I de Tello, expédiés en France l'année suivante pour garnir les collections du Louvre, ils reçoivent leur première traduction développée par F. Thureau-Dangin en 1905. D'autres fragments de cylindres mis au jour sur le même site ont été rapprochés de ces deux cylindres, mais ils ne semblent pas s'y intégrer. La connaissance de la langue sumérienne et de ces textes a progressé depuis le début du XXe siècle, notamment grâce aux travaux d'A. Falkenstein et ceux de son élève D. O. Edzard, la trame générale du texte est comprise, mais dans le détail divers passages restent difficiles à comprendre et les (rares) traductions complètes divergent par moments fortement selon les auteurs,.

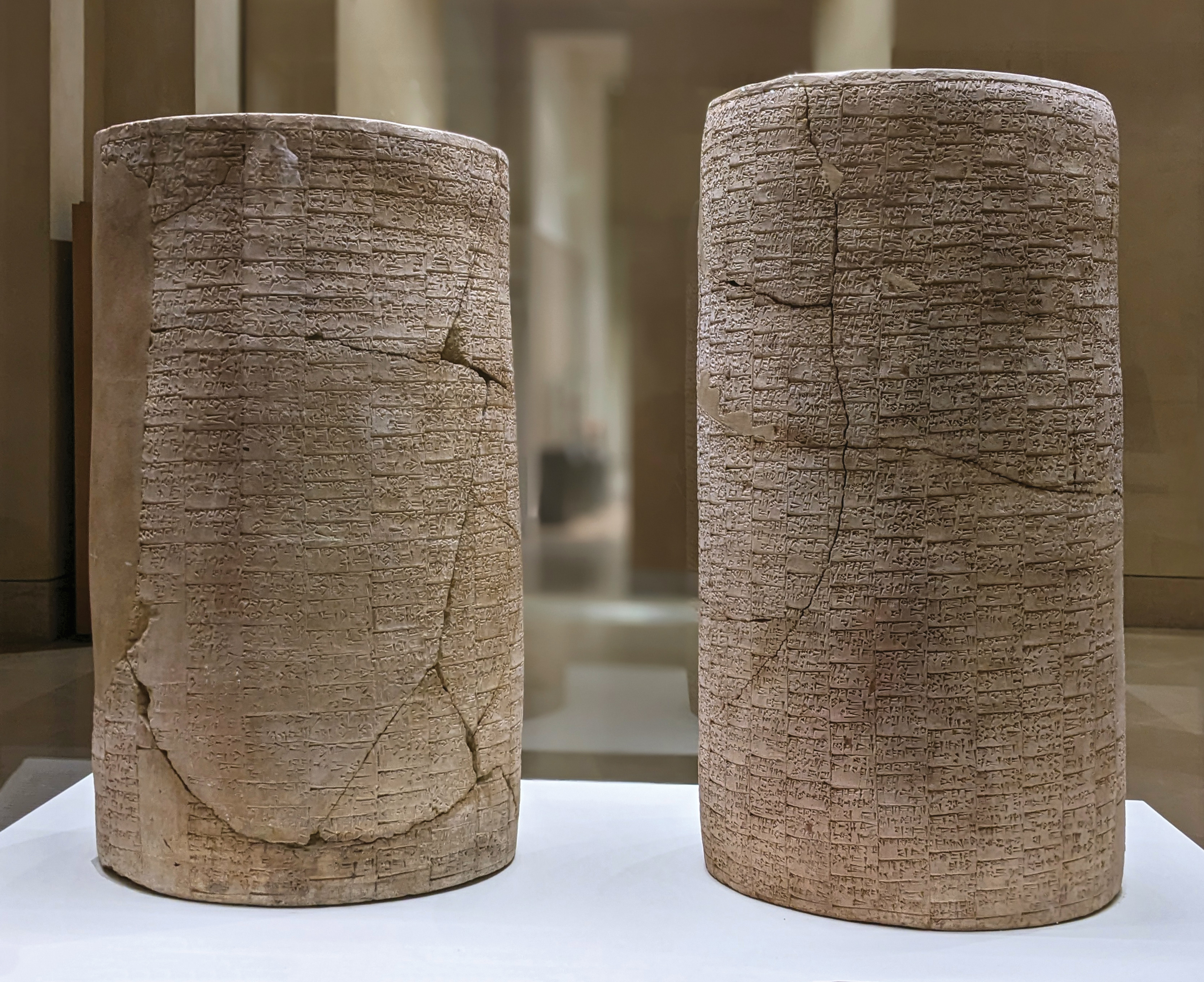
Les Cylindres de Gudea. Musée du Louvre.

Les Cylindres de Gudea s'inscrivent dans la tradition de récits en sumérien sur la construction de temples, dont ils sont l'exemple le plus développé, et plus largement ils sont considérés comme une des pièces maîtresses de la littérature poétique en sumérien. Schématiquement, le Cylindre A relate la construction du temple, depuis l'ordre divin d'entreprendre le chantier jusqu'à la finalisation de l'édifice, tandis que le Cylindre B relate l'inauguration du temple, avec l'entrée de ses divinités tutélaires et les festivités commémorant l'événement. Le récit s'appesantit sur certains passages en particulier alors qu'il passe plus rapidement sur d'autres ; en particulier, de longues prières émaillent le récit.
Le récit développe longuement les préparatifs de la construction. Gudea reçoit d'abord la commission du dieu Ningirsu, qui souhaite qu'un temple lui soit édifié à Girsu (il dispose d'autres temples dans le royaume, notamment dans la ville de Lagash). Il s'adresse par un rêve prémonitoire mais cryptique à Gudea, qui souhaite vérifier le sens de celui-ci. Il se rend donc dans la ville de Nigin auprès de la déesse Nanshe, qui lui donne le sens du rêve et lui dit de consacrer un char à Ningirsu, afin que celui-ci lui donne des instructions plus précises. L'offrande est faite au cours d'une cérémonie à Girsu, accompagnée par une prière au dieu, qui s'adresse ensuite à Gudea par un second rêve prémonitoire qui lui explique comment construire le temple et accomplir son culte. Gudea fait confirmer le présage onirique par une consultation oraculaire dans les entrailles d'un animal, et, enfin assuré de sa mission, mobilise son royaume pour la construction du temple.

« Gudea sortit de son sommeil, il était effrayé par le rêve. Aux mots que Ningirsu avait prononcés, il inclina la tête. Il inspecta le (foie d'un) animal sacrificiel immaculé, et ayant terminé, il eut un présage favorable. L'intention de Ningirsu était (désormais) devenue claire comme la lumière du jour pour Gudea. Il est sage et capable, aussi, de réaliser des choses. Le dirigeant donna des ordres à sa ville comme à une seule personne, faisant du pays de Lagash d'un commun accord comme les enfants d'une même mère. »

Le récit relate ensuite comment le lieu du chantier est purifié, préparé, puis les matériaux de construction acheminés vers Girsu depuis des régions parfois lointaines, avec l'aide de Ningirsu, qui sollicite les dieux de Dilmun et ouvre la voie vers la montagnes des cèdres :

« Les Élamites lui vinrent d'Élam, les Susiens de Suse. Magan et Meluhha, (descendant) de leur montagne, chargèrent du bois sur leurs épaules pour lui, et afin de construire la maison de Ningirsu, ils rejoignirent Gudea (en route) vers (ou : à) Girsu, sa ville.
(Ningirsu) ordonna à Nin-zaga, et il apporta à Gudea, le bâtisseur de la Maison, son cuivre comme s'il s'agissait d'énormes quantités de céréales.
(Ningirsu) ordonna à Ninsikila, et elle apporta au dirigeant qui construisit l'Eninnu de grands rondins-halub, du bois d'ébène ainsi que du "bois de la mer".
Le seigneur Ningirsu ouvrit la voie à Gudea jusqu'à l'impénétrable montagne des cèdres. De grandes haches coupèrent ses cèdres, et (Gudea) fit tailler à la hache (le bois) de manière à (façonner) « Fauche une myriade », le « bras droit » de Lagash, l'arme, déluge de son maître. »

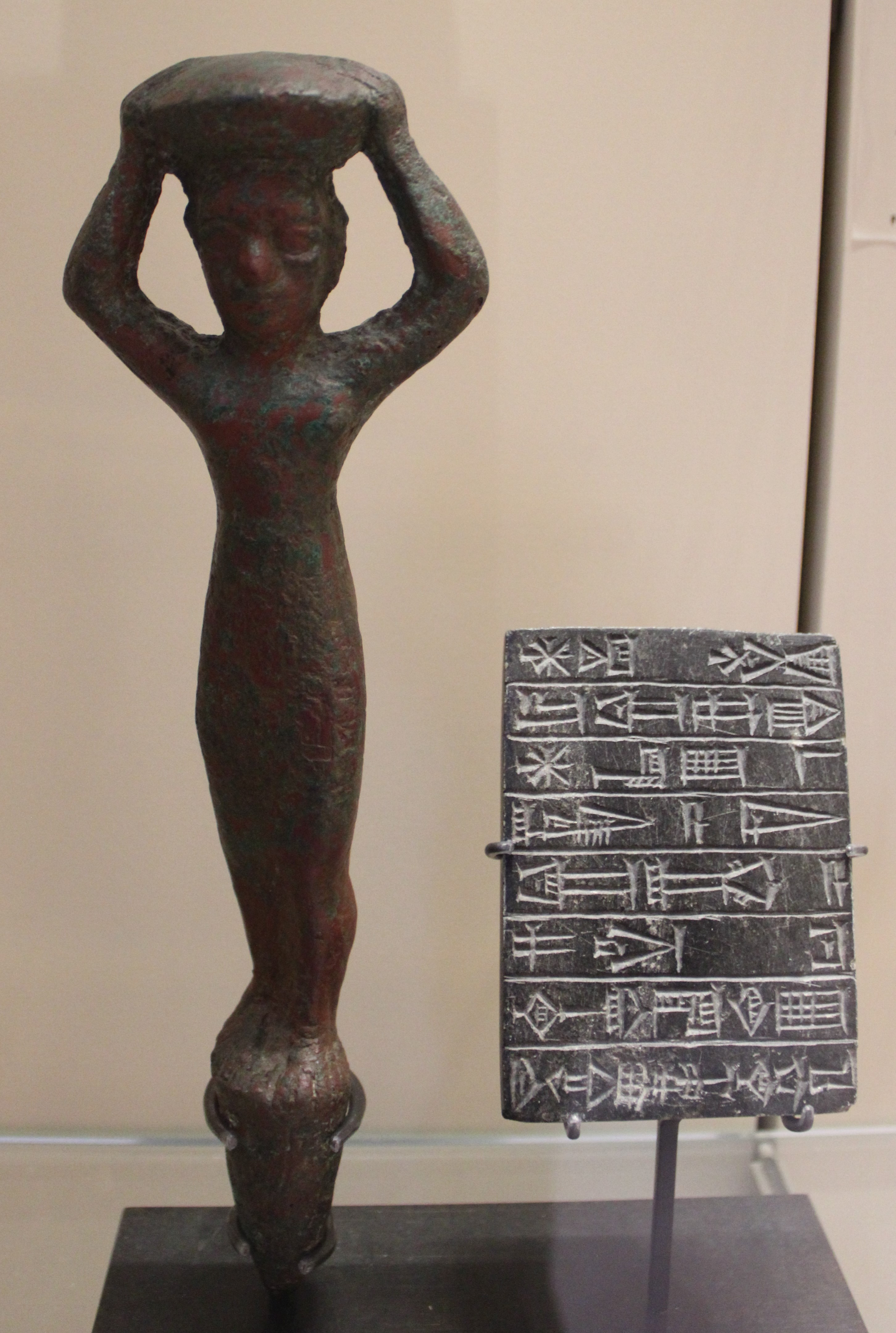
Clou de fondation en alliage cuivreux, en forme de figurine représentant le roi dans son rôle de bâtisseur, portant sur sa tête un panier à briques. La petite tablette en diorite, retrouvée au même endroit, porte une inscription de fondation commémorant la reconstruction du temple de Ningirsu à Girsu. Musée du Louvre.
Traduction de l'inscription : Pour Ningirsu, le héros puissant d'Enlil, son roi, Gudea, l'ensí de Lagash, accomplit de qui convenait (et) construisit et restaura pour lui son Eninnu, l'Anzu blanc.

Gudea moule lui-même la première brique lors d'un rituel :

« Gudea mit de l'argile dans le moule, agit exactement comme prescrit, et il réussit à faire une magnifique brique pour la Maison. Toute l'assistance répandit de l'huile, répandirent de l'essence de cèdre. Sa ville et le pays de Lagash passèrent le jour avec lui dans la joie. Il frappa le moule à briques : la brique tomba juste sous le soleil ; il a regarda avec une pleine satisfaction en direction du dépôt d'argile, l'argile du "creuset" (de la brique). Il répandit dessus de l'essence de cyprès et de l'ambre gris. Le dieu soleil se réjouit de la brique (de Gudea), qu'il avait mise dans le moule. (...)

(Ainsi) il confectionna des briques, les fit apporter à la Maison, les disposant (là) conformément au plan de la Maison — (seule) Nisaba sachant combien il y en avait. Comme un jeune qui construit une maison pour la première fois qu'il ne laissa pas le doux sommeil venir à ses yeux, comme une vache gardant un œil sur son veau il faisait le tour de la Maison avec un souci constant, comme quelqu'un qui ne prend que peu de nourriture dans sa bouche il tournait inlassablement, l'intention de son maître était devenue claire (pour lui) comme la lumière du jour. »

La suite du récit expose la construction de l'édifice, la finalisation des travaux et son aspect.
Le Cylindre B prend la suite, avec le récit de la consécration du temple, qui culmine avec l'entrée de Ningirsu et de sa parèdre Baba (Ba'u) dans leur nouvelle demeure, accueillis comme il se doit par un banquet, auquel se joignent les autres divinités du royaume.

« Le guerrier Ningirsu entra (dans sa) Maison. La maître de la Maison y vint tel un aigle qui avait repéré un auroch. Quand le guerrier entra dans sa Maison, il était tel une tempête rugissant dans une bataille. Ningirsu vint dans sa Maison, et ce fut (comme) dans le sanctuaire Abzu lors d'une fête. Le maître retourna assurément dans sa [Maison], tel le dieu-soleil se levant au-dessus du pays de Lagash.

Quand Baba entra dans son gynécée, elle était telle une femme respectueuse, s'occupant de sa maison ; quand elle entra dans sa chambre à coucher, elle était telle le Tigre en hautes eaux ; quand elle s'assit dans [...] elle était la Dame, fille d'An le lumineux, un jardin verdoyant portant ses fruits. Le jour était sur le point de se lever, la promesse avait été tenue, Baba était entrée dans son gynécée ; (cela signifiait) abondance pour le pays de Lagash. »

Le lendemain, les divinités qui font partie de la suite de Ningirsu sont introduites devant le dieu, qui procède à leur nomination officielle, puis les plus grands dieux du pays de Sumer (An, Enlil, Ninhursag, Enki et Nanna) viennent pour approuver la création du nouveau sanctuaire. La suite du récit détaille les offrandes faites par Gudea à l'occasion de l'inauguration du temple, la grande fête qui commémore cet événement, marquée par un impressionnant banquet. Une cassure dans le cylindre empêche de voir la description de la suite des festivités, qui semble marquée par des discours élogieux des grandes dieux présents au repas, avec des bénédictions à l'intention du nouveau temple et de son constructeur, Gudea.

### Ningishzida, le dieu personnel

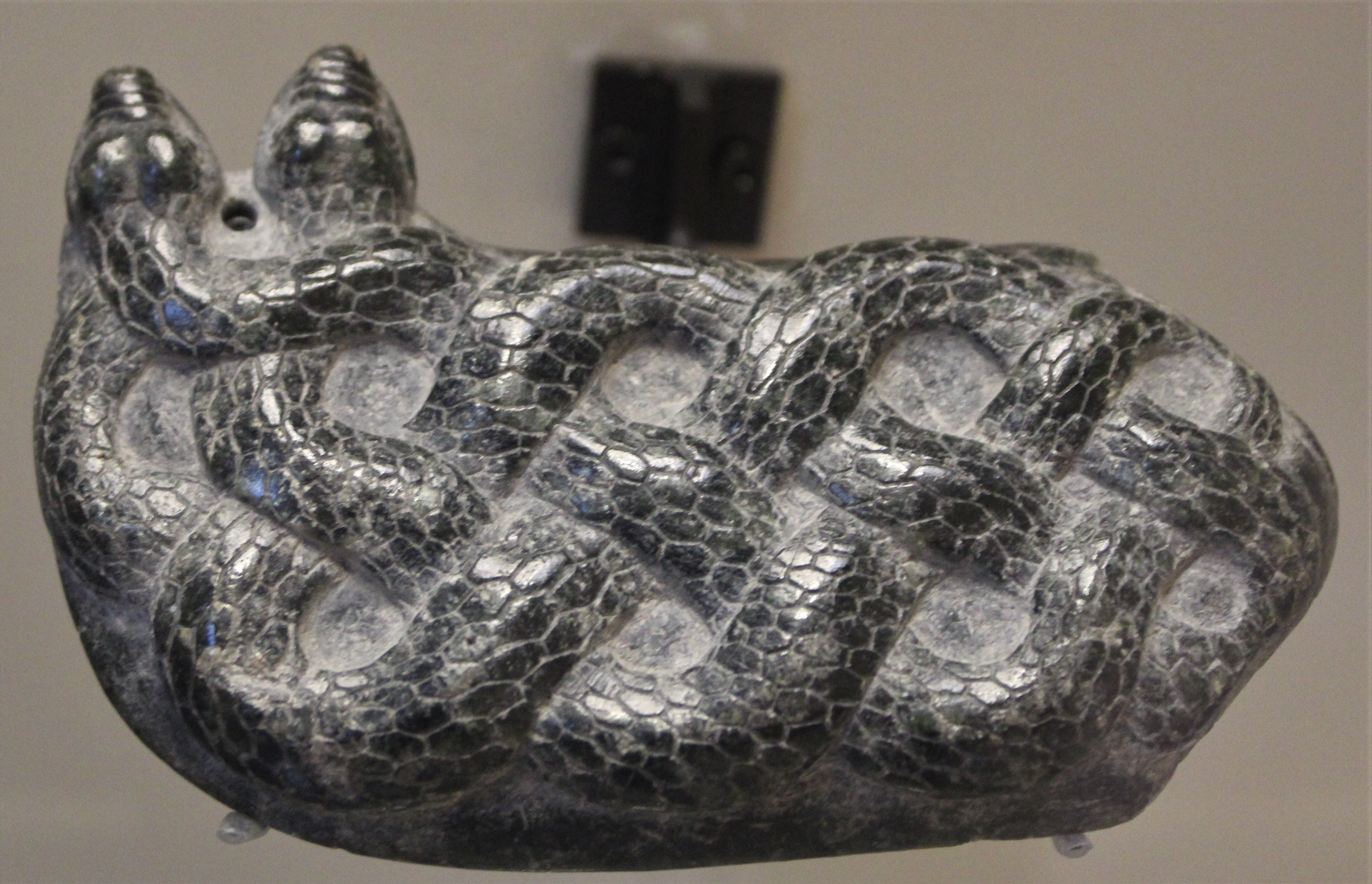
Couvercle de lampe en chlorite décoré de serpents entrelacés, mis au jour dans le temple de Ningishzida à Girsu. Vers 2150-2000 av. J.-C. Musée du Louvre.

Ningishzida est le dieu personnel de Gudea, qui le présente comme « son dieu ». Son culte est peu attesté à Lagash avant son règne. C'est une divinité dont le lieu de culte principal est situé dans la localité de Gishbanda, quelque part entre Lagash et Uruk, associé à la nature, à l'agriculture, au monde souterrain, aux serpents. La raison pour laquelle Gudea choisit de promouvoir le culte de cette divinité est difficile à déterminer : au-delà d'un lien personnel avec ce dieu, les motivations sont sans doute aussi politiques, peut-être y voit-il un moyen de légitimer sa montée sur le trône et la mise en place d'une nouvelle dynastie. 

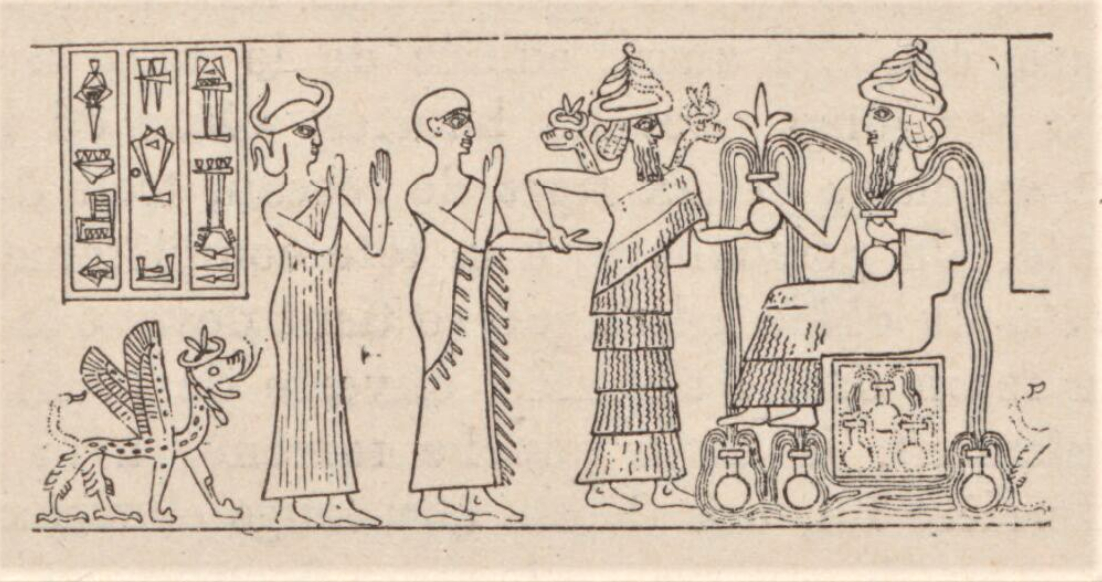
Copie de l'empreinte du sceau-cylindre de Gudea : Gudea (l'homme chauve au centre) est conduit par le dieu Ningishzida, reconnaissable par les serpents à cornes représentés au-dessus de ses épaules, auprès d'un dieu sur un trône (Enki ?).

L'intégration du dieu dans l'univers religieux de Lagash passe par la constitution de relations avec les divinités locales. Il est « marié » à Geshtinanna, qui n'est habituellement pas sa parèdre ; c'est une autre figure nouvelle dans le royaume puisqu'elle a été promue par Ur-Baba, le prédécesseur de Gudea. Il apparaît comme une figure paternelle, décisive pour le succès des accomplissements de Gudea. Le dieu sert d'intermédiaire au roi pour accéder aux autres dieux, comme l'indique l'image de son sceau-cylindre qui le représente conduit par ce dieu devant une autre divinité assise sur un trône. Il l'assiste à plusieurs reprises dans la construction de temples d'autres dieux, notamment dans le récit des Cylindres, ainsi que dans le rite de mariage entre Ningirsu et Baba,.
Gudea fait construire un sanctuaire de Ningishzida à Girsu, ainsi qu'un dédié à sa parèdre Geshtinanna. L'inscription de la statue I relate la construction du temple de Ningishzida, et prend soin d'intégrer le dieu dans le cercle divin de Lagash, notamment par la proclamation du fait que c'est Ningirsu qui est responsable de la construction de sa demeure :

« Lorsque Ningirsu, le héros puissant d'Enlil, avait établi une cour dans la ville pour Ningiszida, fils de Ninazu, la bien-aimée parmi les dieux ; lorsqu'il avait établi pour lui des parcelles irriguées (?) sur les terres agricoles ; (et) lorsque Gudea, ensí de Lagash, l'homme droit, aimé de son dieu (personnel), avait construit l'Eninnu, l'Anzu blanc, et le..., son "heptagone", pour Ningirsu, son maître, (puis) pour Nanshe, la dame puissante, sa dame, il construisit la Maison Sirara, sa Montagne émergeant des eaux. Il construisit (aussi) les maisons individuelles des (autres) grands dieux de Lagash. Pour Ningiszida, son dieu (personnel), il construisit sa maison de Girsu. (...) « (Ningiszida) a donné vie à Gudea, le bâtisseur de la maison » — (c'est ainsi) qu'il nomma (la statue) pour son bien, et il lui apporta dans (sa) Maison. »

Les temples de Ningishzida et de Geshtinanna sont situés sur le Tell V du site de Tello, au sud-est du sanctuaire de Ningirsu. Cet emplacement périphérique reflète la qualité de nouveau-venu du dieu dans le panthéon local, dans le secteur du palais, et il faut peut-être y voir une sorte de chapelle royale,. L'emplacement du sanctuaire a été la cible de fouilleurs clandestins au début du XXe siècle, qui y ont mis au jour plusieurs statues de Gudea vouées au couple divin maître des lieux, puis a fait l'objet de fouilles régulières qui y ont mis au jour des documents de fondation et des objets votifs de la période, mais n'ont pas été en mesure de bien identifier son architecture en raison des capacités limitées des fouilleurs de l'époque.

### Le mariage de Ningirsu et de Baba

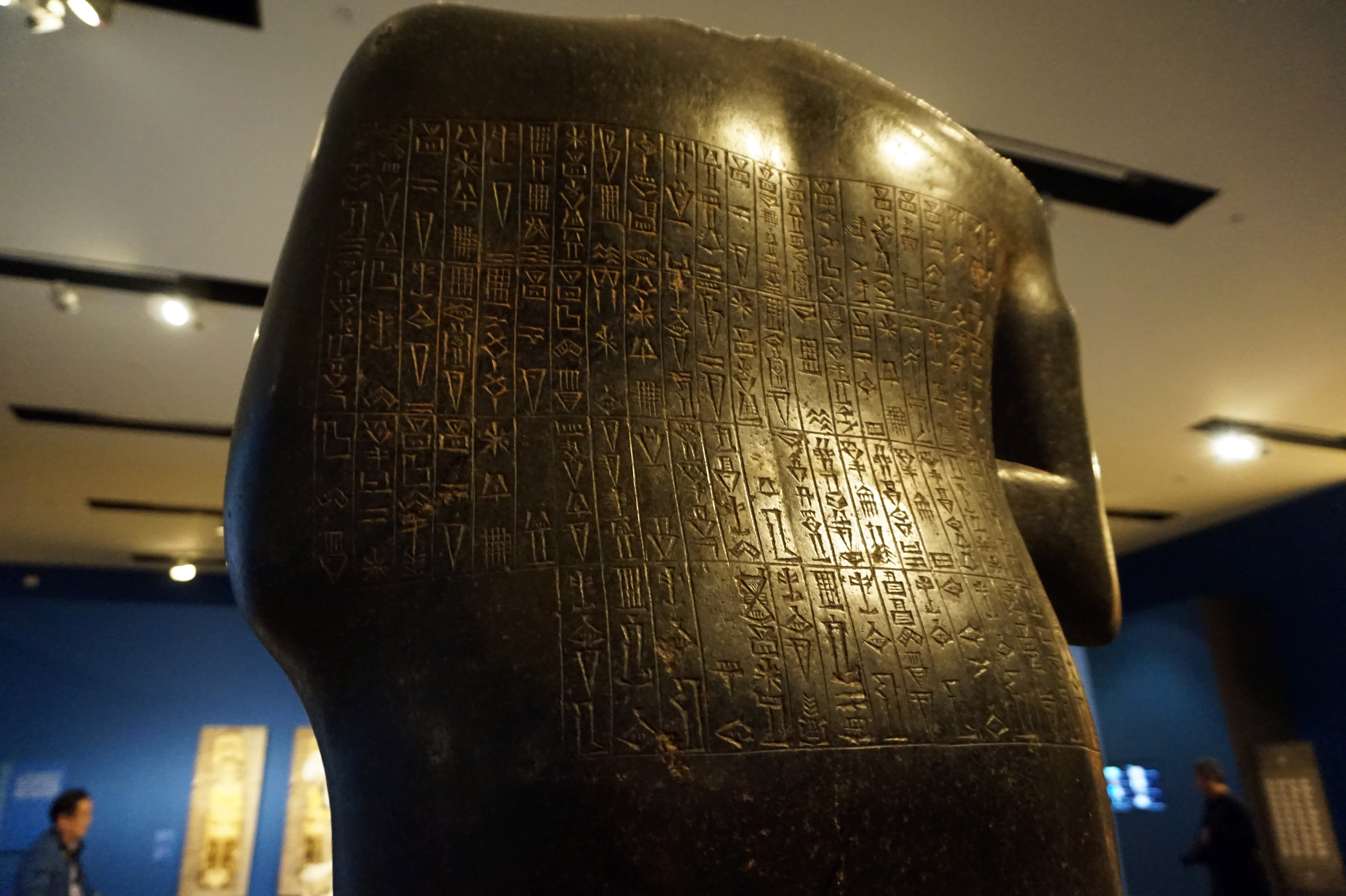
L'inscription figurant au dos de la statue E de Gudea, commémorant la reconstruction du temple de Baba et l'augmentation de ses présents de mariage. Musée du Louvre.

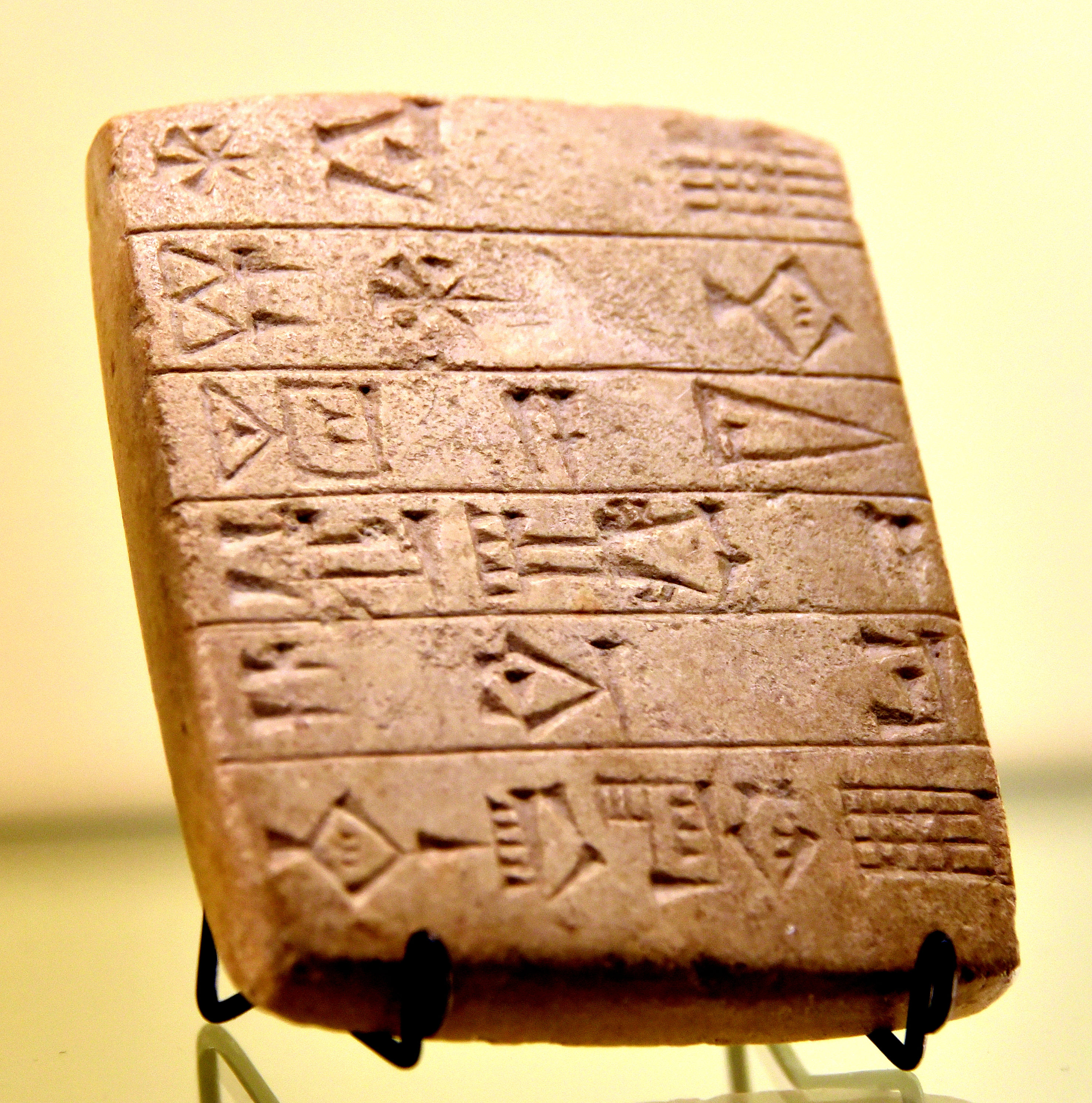
Inscription commémorant la (re)construction du temple de Baba par Gudea. Pergamon Museum.
Traduction de l'inscription : Pour Baba, la fille d'An, sa dame, Gudea, ensí de Lagash, construisit sa Maison (son Temple) dans la Ville sacrée.

L'association entre Ningirsu, Ningishzida et Gudea ressort notamment dans la documentation en lien avec le rite du mariage divin de Ningirsu et de Baba (ou Ba'u), qui est une des principales fêtes religieuses du pays de Lagash. Des allusions à ce rite se trouvent dans les Cylindres, qui évoquent la présence du lit nuptial des divinités dans l'Eninnu. Il est marqué par le don de présents par le marié à la famille de la mariée (souvent qualifié de « prix de la mariée »), comme le veut la coutume sumérienne. L'inscription de la statue E de Gudea, vouée à la déesse Baba à l'occasion de la reconstruction de son temple de Girsu, appelé Tarsirsir et situé dans le lieu appelé Uru-kù(g) (ou Iri-kù ; « Ville sacrée » ou « Ville brillante », peut-être une désignation pour le « quartier sacré » de Girsu, comprenant aussi le sanctuaire de Ningirsu), indiquent que Gudea augmente alors la quantité de présents :

« Gudea, ensí de Lagash - quand il eut construit sa maison bien-aimée, l'Eninnu, pour Ningirsu, son roi, et quand il eut bâti sa maison bien-aimée, la Maison Tarsirsir, pour Baba, sa dame : 2 bœufs nourris au grain, 2 moutons gras, 10 brebis nourries au grain, 2 agneaux, 7 paniers de dattes, 7 seaux de ghee, 7 cœurs de palmier, 7 ... de figues, 7 ... (de poissons), 14 ... de dattes, 14 paniers de concombres(?), 1 ..., 7 oiseaux-gambi, 15 oies, 7 ...-oiseaux, 60 "petits oiseaux" sur 15 cordes, 60 ...-poissons sur 30 cordes, 40 tonnes de navets, 7 mesures de ..., 60 tonnes de (brindilles de) saule, (ce sont) les présents de mariage pour Baba pour la nouvelle demeure que Gudea, ensí de Lagash, le bâtisseur de la maison, avait augmentés. 
Afin que la maison de Bau soit restaurée, son abondance exposée dans toute sa splendeur ; que les jours de sa vie puissent être longs - (à cette fin) son dieu (personnel), Ningishzida, apporta (les cadeaux de mariage) à Baba dans sa Maison de la Ville sacrée. »

C'est Ningishzida qui est chargé de donner les présents, rôle qui est traditionnellement dévolu au meilleur ami du marié : ainsi est établi un lien intime entre Ningirsu et ce dieu, et à travers ce dernier Gudea. Cette relation créée par les présents de mariage est également évoquée dans l'inscription de la statue G, vouée à Ningirsu : « Ningirsu a réuni un « prix de la mariée » qui réjouit le cœur pour Baba, la fille d'An, son épouse bien-aimée ; Ningishzida son dieu (de Gudea) le suivait ; Gudea, le souverain de Lagash, transmit les salutations depuis Girsu jusqu'à la Ville sacrée. » Gudea, qui se charge concrètement d'apporter les présents, consolide ainsi son lien avec ces différentes divinités,.
Un Hymne à Baba pour Gudea (ou Gudea A), connu par une copie d'époque postérieure, évoque également les liens entre la déesse et Gudea, là encore en rapport avec Ningirsu,.

## Statues

### Corpus

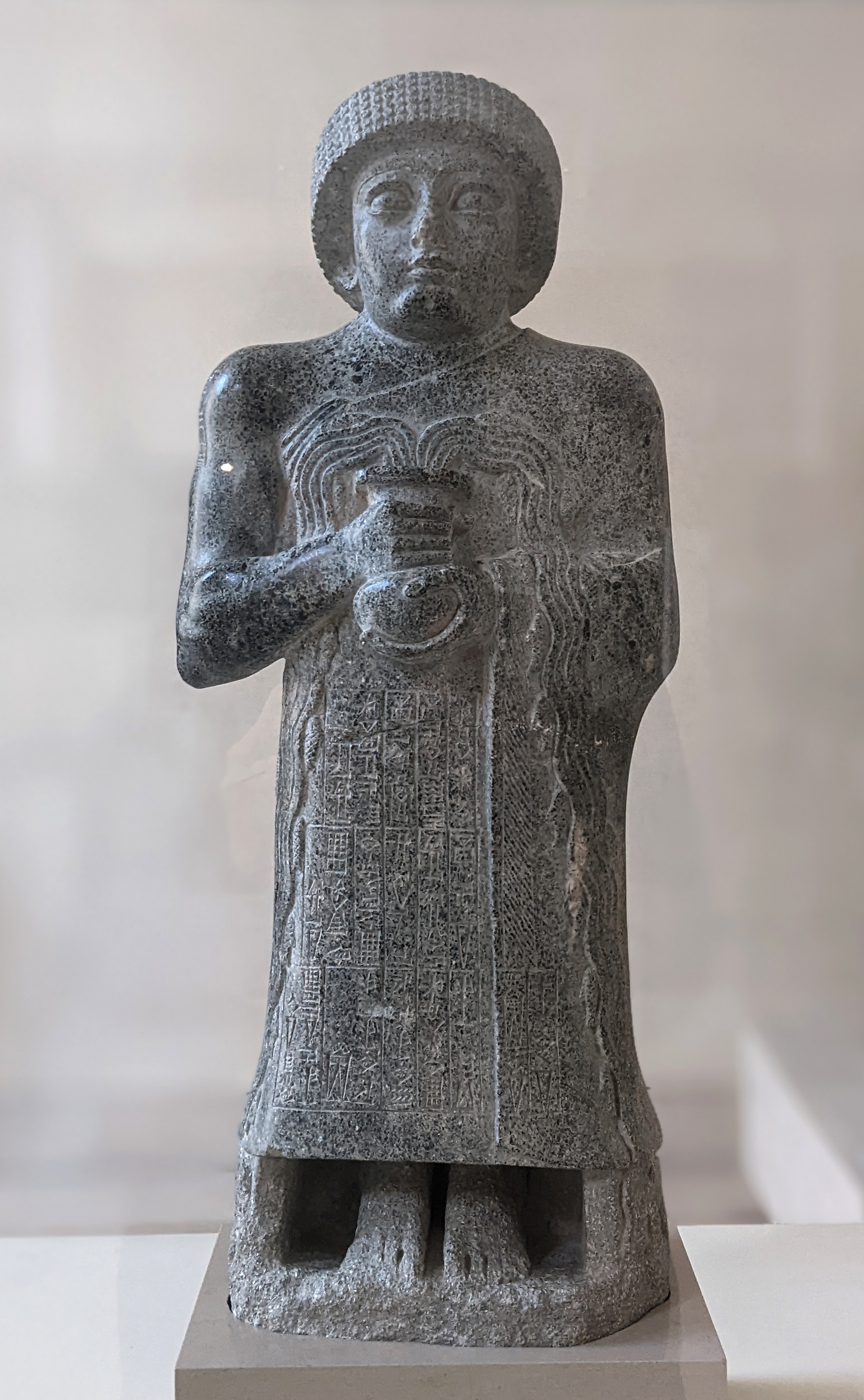
La statue N, ou « statue au vase jaillissant », commémorant la construction du temple de la déesse Geshtinanna. Musée du Louvre. Dégagée lors des fouilles illégales du Tell V de Tello de 1924, elle a été acquise par un antiquaire parisien puis revendue au Louvre en 1967.

Gudea doit avant tout sa renommée dans les études sur l'histoire et l'art antiques à ses statues. Elles sont souvent en partie détruites (beaucoup sont acéphales : la tête a disparu), seules quelques-unes étant complètes ou à peu près. Les premières connues ont été mises au jour sur le site de Tello, l'antique Girsu, lors des premières campagnes de fouilles françaises qui ont eu lieu sur la période qui va de 1878 à 1909, notamment dans le palais hellénistique du Tell A où elles avaient été entreposées plusieurs siècles après la mort de Gudea (voir plus bas). Elles ont été expédiées en France et se trouvent dans les collections du musée du Louvre. D'autres ont été exhumées par des archéologues sur d'autres sites (Nippur, Tell Hammam). Un bon nombre a une provenance inconnue, car elles sont issues de fouilles clandestines et ont été acquises par les institutions qui les possèdent par le biais du marché des antiquités,. Sept ou huit statues de Gudea et de son fils ont ainsi été exhumées en 1924 au sud du Tell V de Tello (l'emplacement de l'ancien sanctuaire de Ningishzida), puis sorties illégalement du pays et revendues en Occident dans des collections privées ou publiques, notamment par le biais de l'antiquaire français E. Géjou. En sont issues au moins une partie des statues M à Q, dédiées à Ningishzida ou à sa parèdre Geshtinanna ; deux d'entre elles sont néanmoins soupçonnées par certains spécialistes d'être des faux fabriqués sur le modèle des statues authentiques.
Le nombre de statues de Gudea connues est discuté : certaines pourraient être des faux forgés à l'époque moderne, d'autres attribuables à un autre souverain, tandis que des fragments d'inscriptions pourraient avoir appartenu à des statues détruites. Selon les avis des spécialistes, le corpus oscille entre 24 et 27 statues. Elles sont identifiées par une lettre (deux pour les dernières),. Il faut y ajouter 16 têtes sculptées isolées de Gudea (non identifiées par des lettres). D'autres statues en diorite entières d'un roi debout, issues de fouilles clandestines (celles de 1924 ?), sans inscriptions (anépigraphes), pourraient représenter Gudea,.

Têtes isolées attribuées à des statues de Gudea
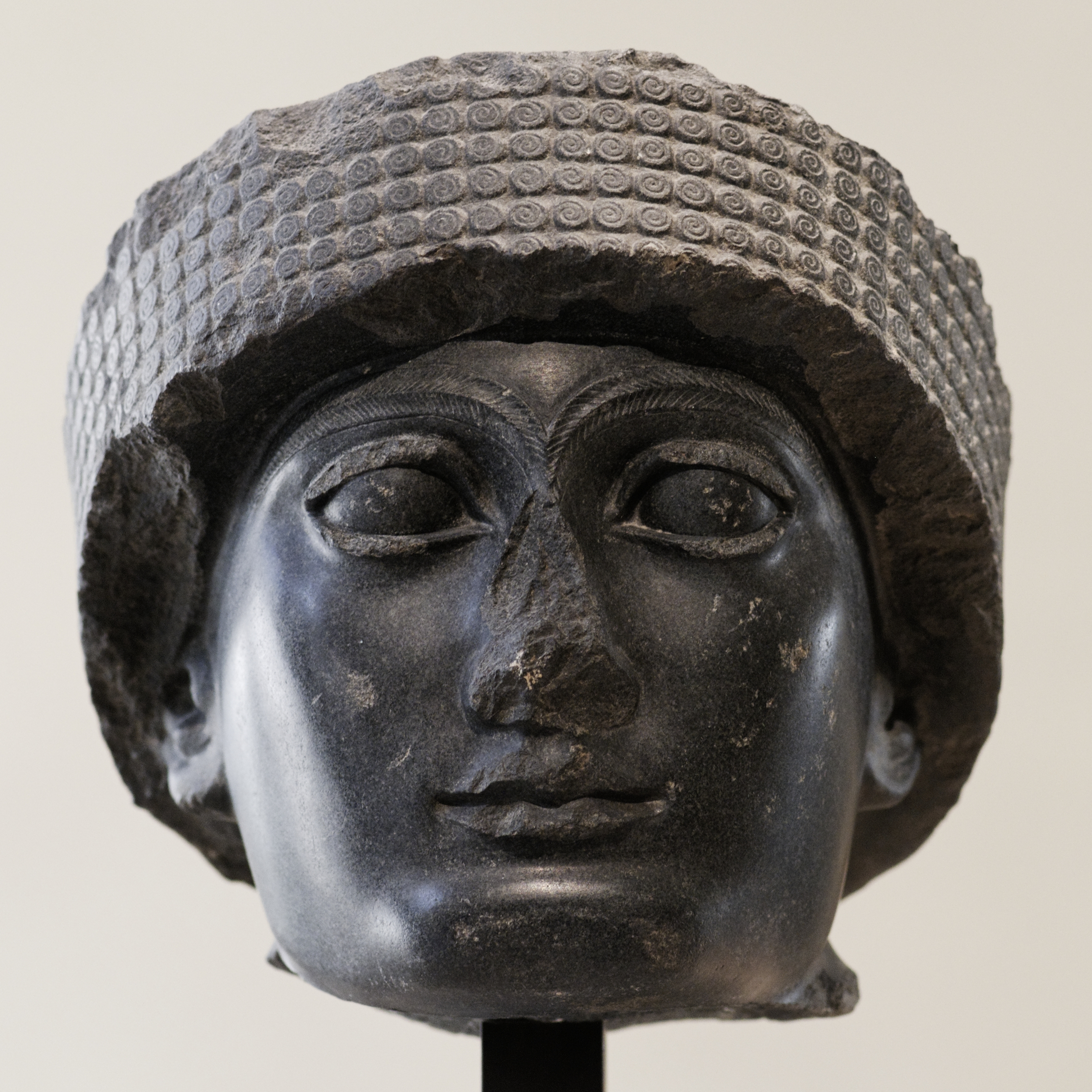
Musée du Louvre.
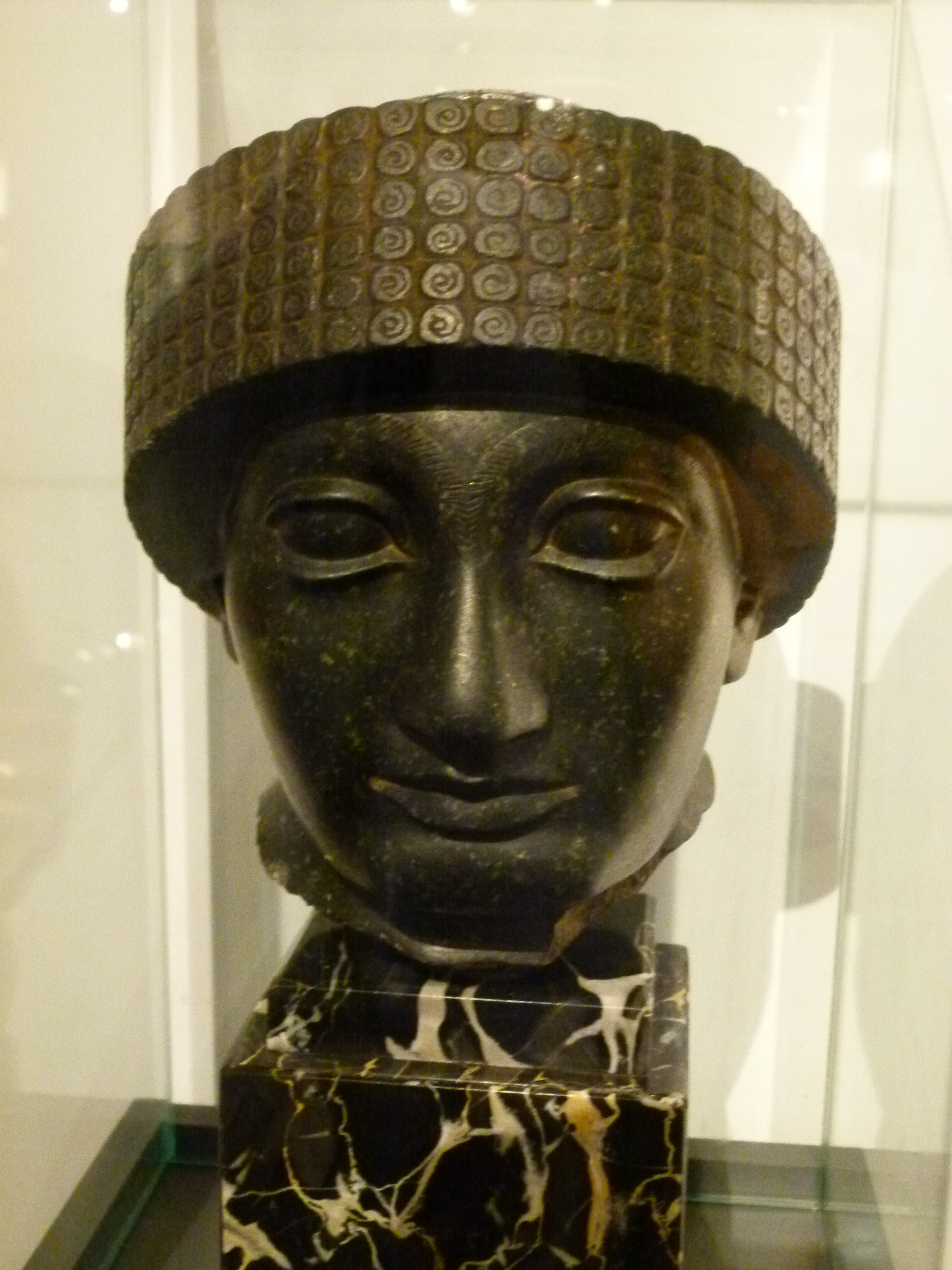
Musée archéologique national de Madrid.
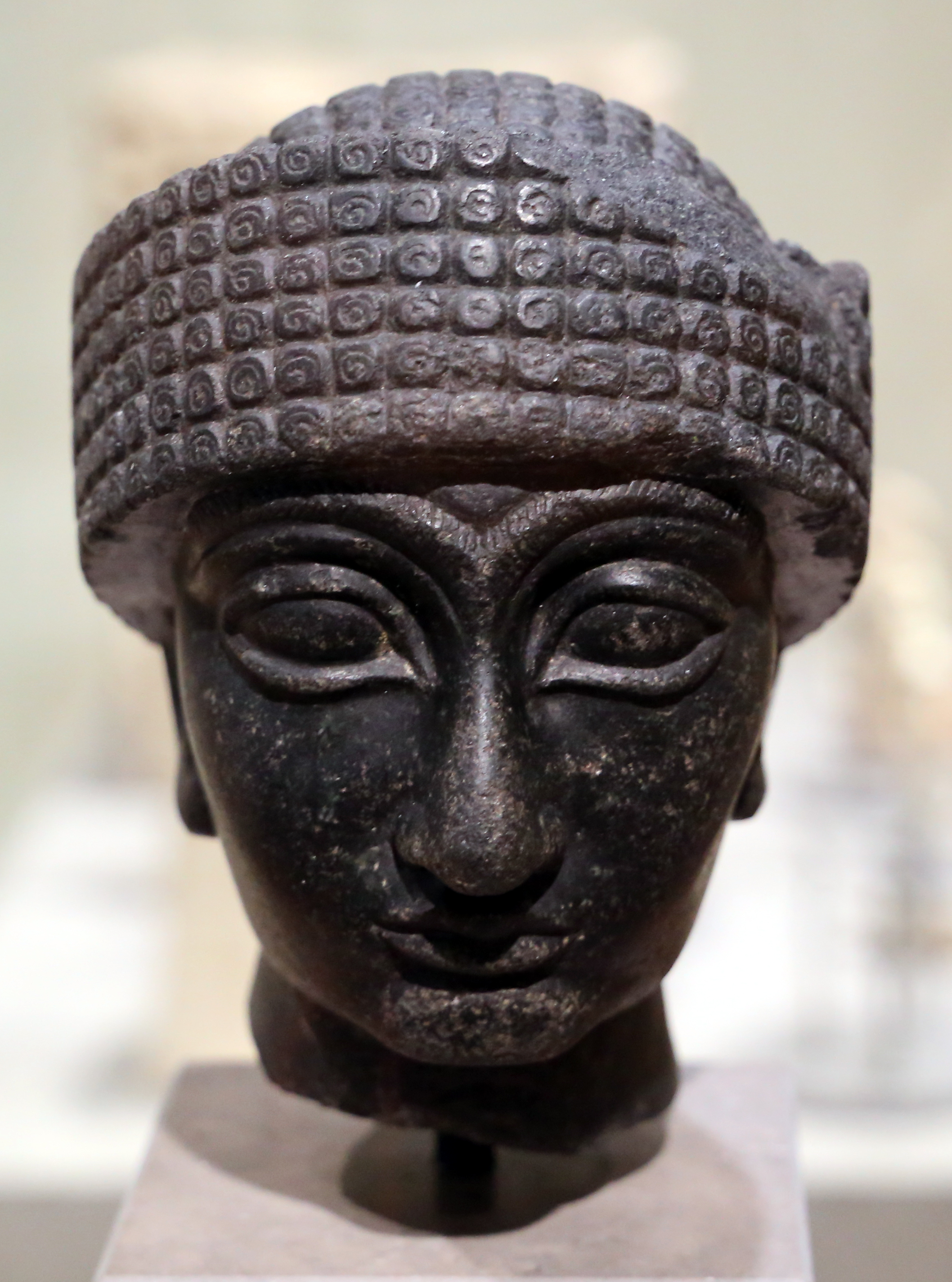
Musée national des Antiquités d'Amsterdam.
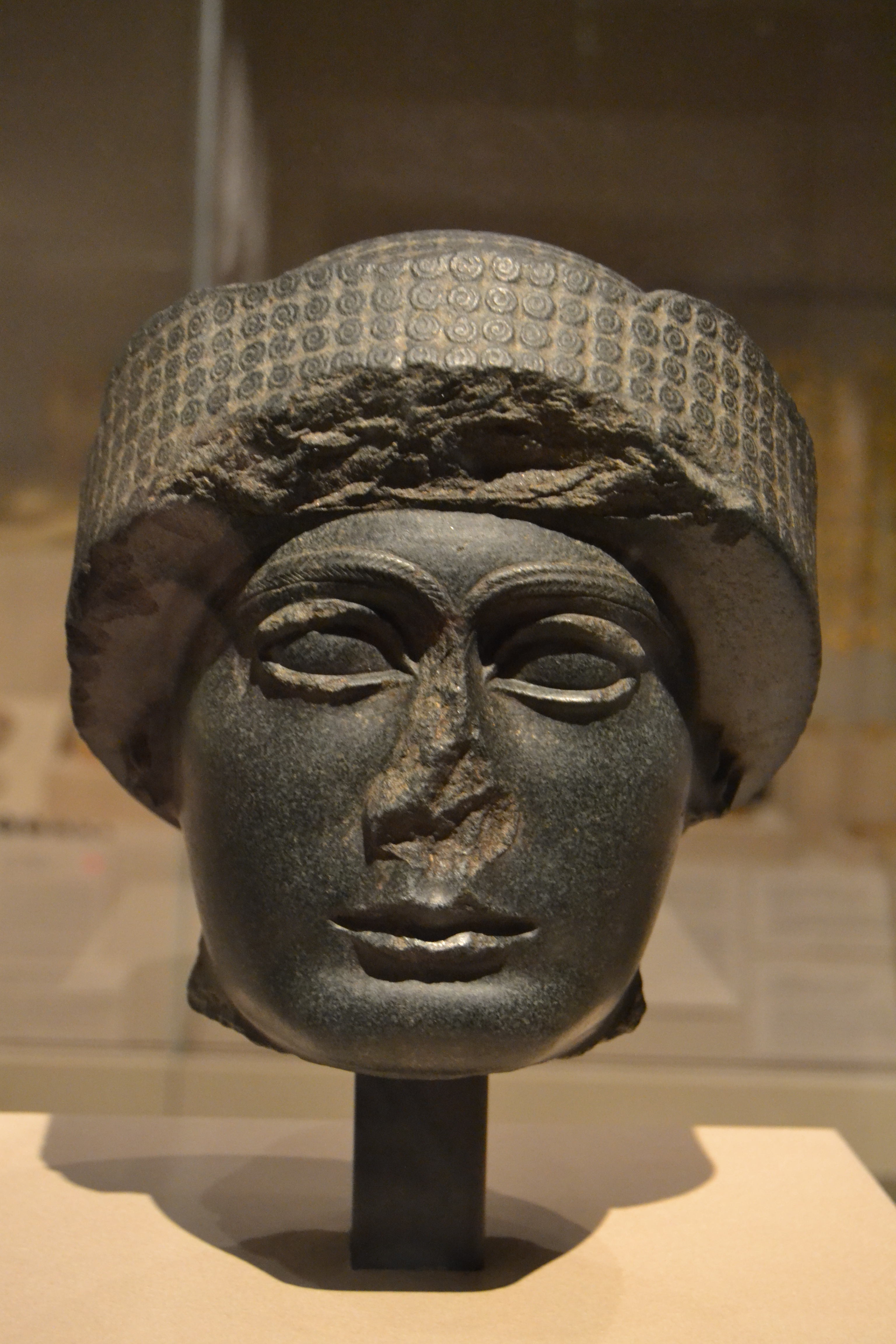
Musée des Beaux-Arts de Boston.
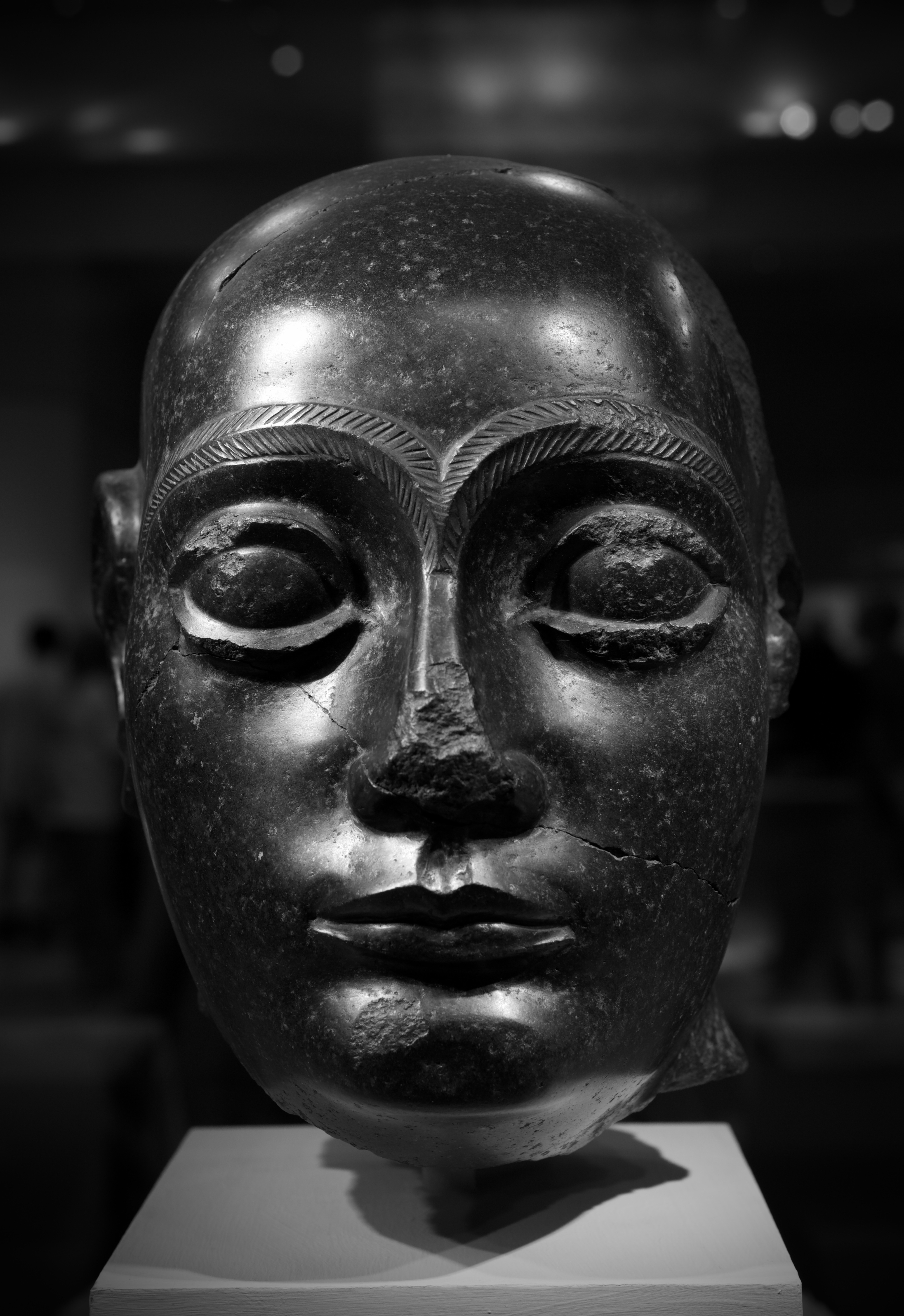
Metropolitan Museum.

Du règne de Gudea date également une statue en albâtre inscrite de son épouse Ninalla debout (retrouvée sans la tête), qu'elle a vouée pour la vie de son mari. Les sculpteurs de l'époque de la seconde dynastie de Lagash (ou de celle d'Ur III) ont réalisé d'autres statues du même type, mais dont le style peut être distingué de celles représentant Gudea. Certaines sont des statues royales représentant son prédécesseur, Ur-Baba, en diorite, dans un style plus compact et linéaire, et son successeur Ur-Ningirsu II, en chlorite, avec des contours plus sinueux. En plus de cette statuaire royale, les ateliers lagashites ont également réalisé des statues de femmes de haut rang, la plus connue étant une statue en chlorite d'une femme à l'écharpe, les mains jointes en prière, dont il ne reste que la partie haute du corps avec la tête.

Statues d'autres personnes.
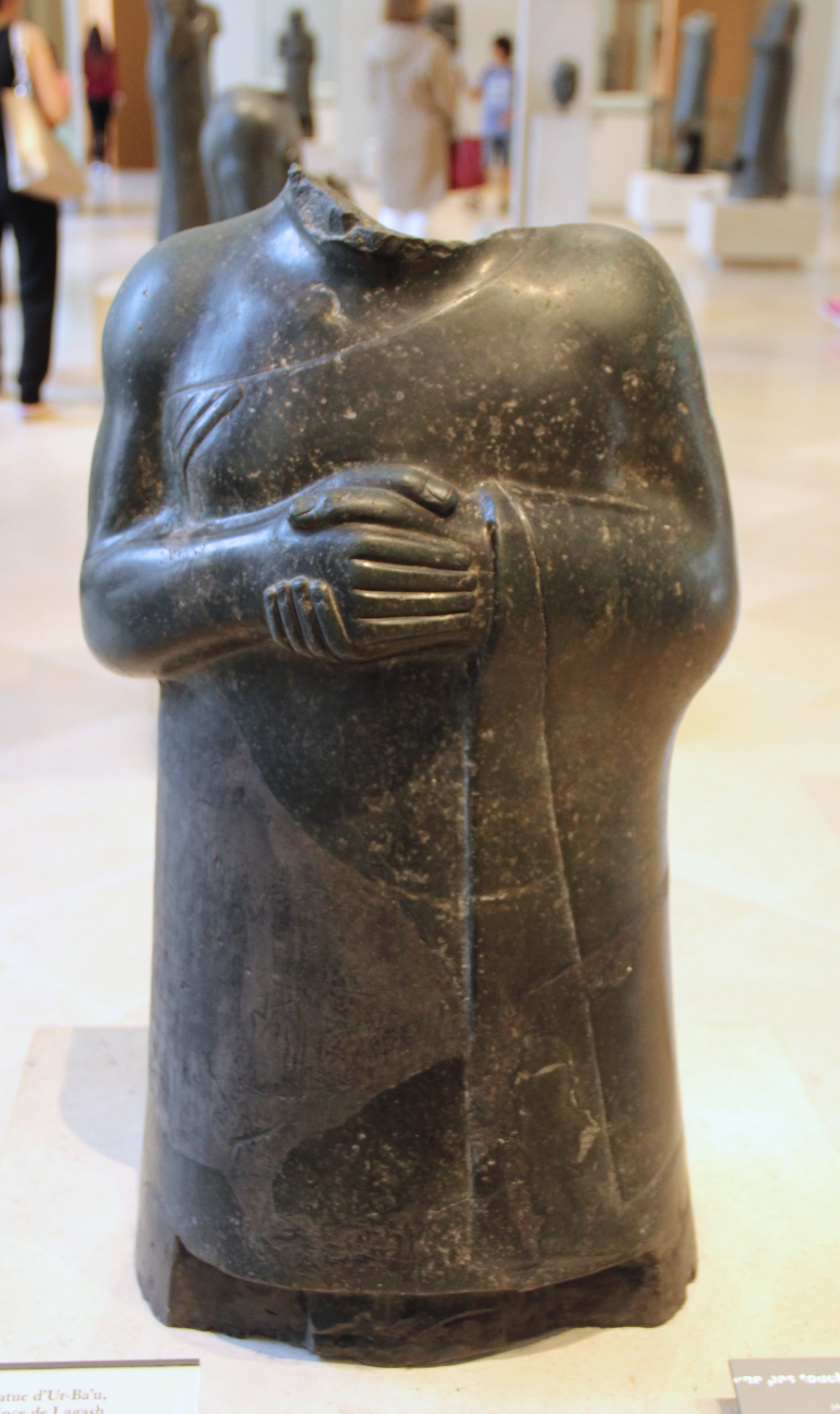
Statue d'Ur-Baba. Musée du Louvre.
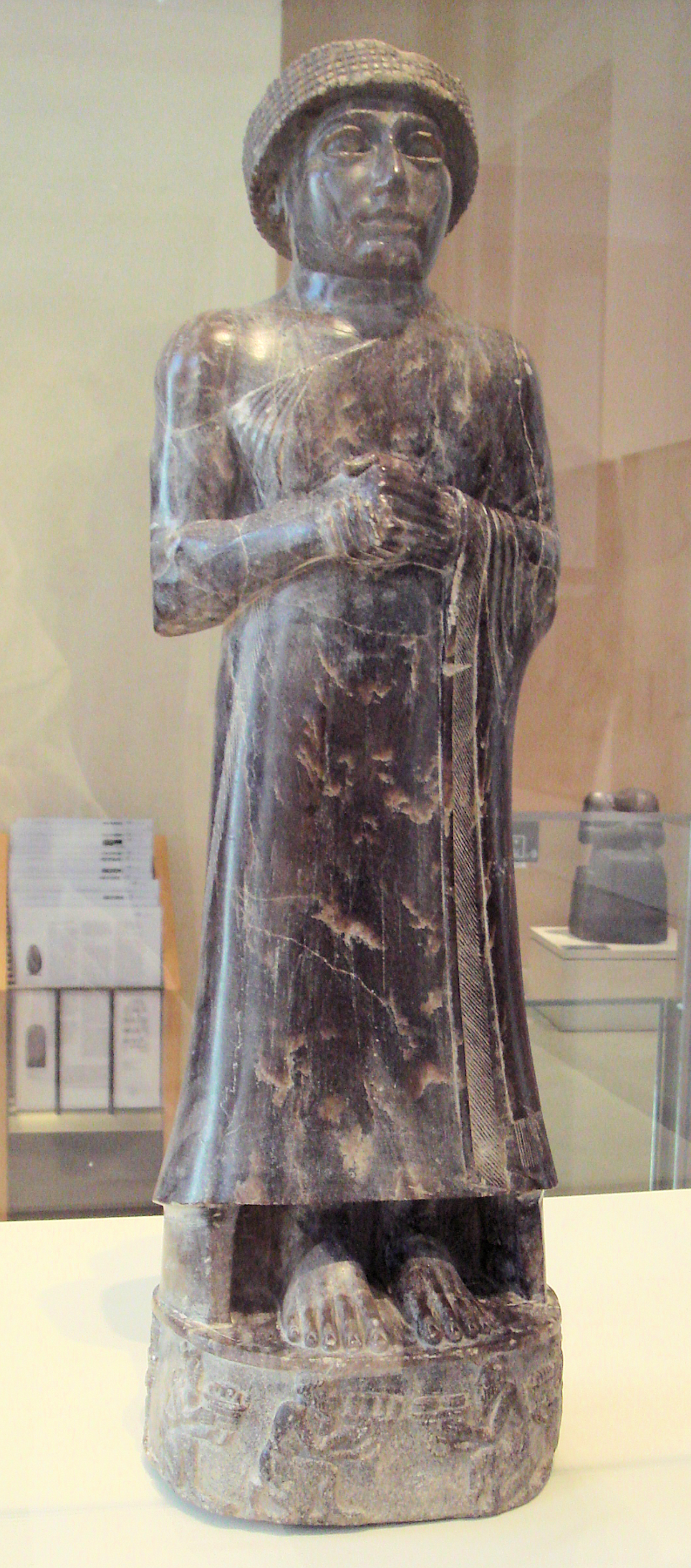
Statue d'Ur-Ningirsu. Musée du Louvre.
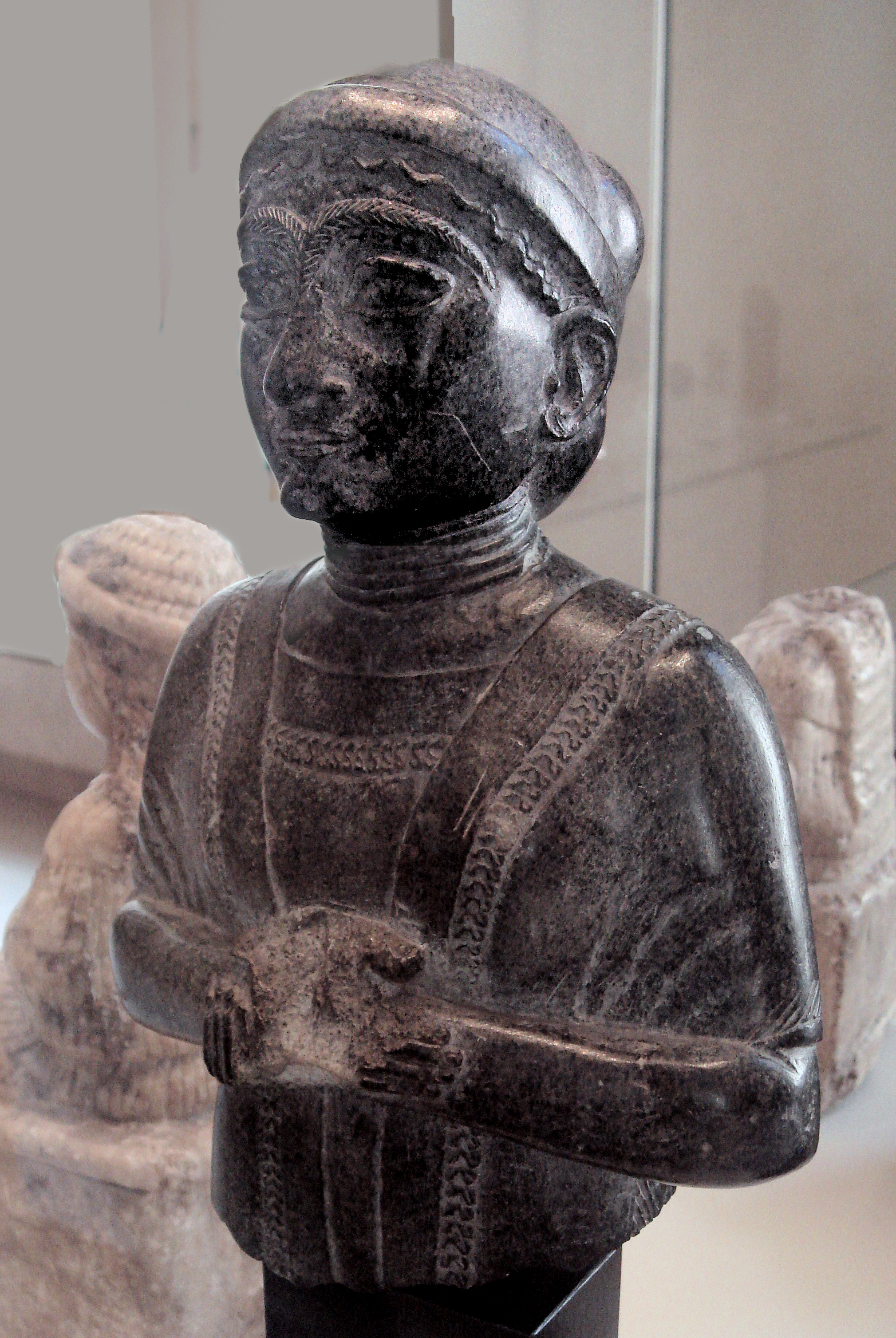
Statue de femme à l'écharpe. Musée du Louvre.

### Aspect

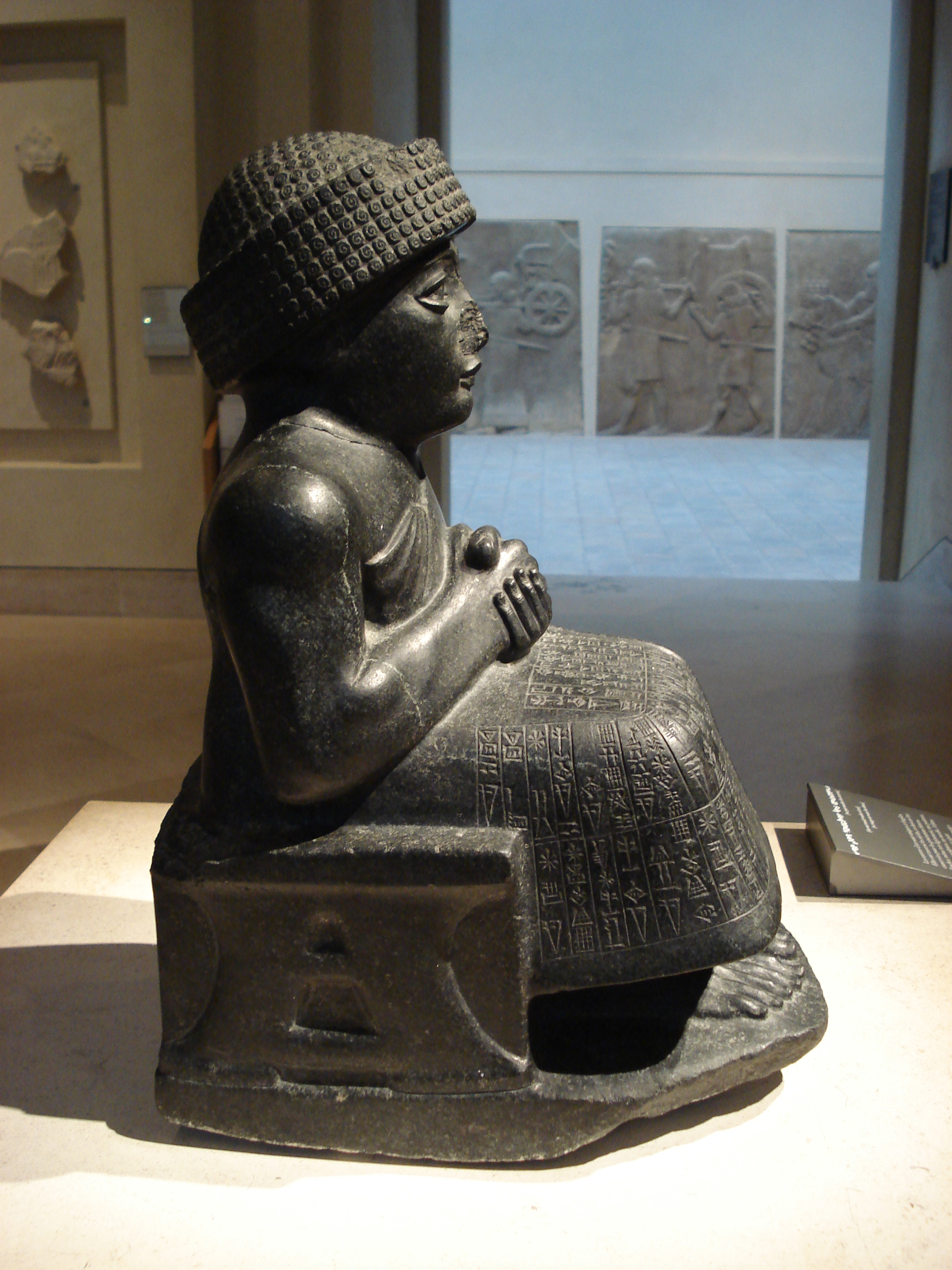
La statue H de Gudea, représenté assis, consacrée au dieu Ningishzida. Musée du Louvre.

Cela constitue un corpus unique pour le Proche-Orient ancien. Si autant de statues de Gudea ont été préservées, c'est dû au choix de la matière dans laquelle la plupart d'entre elles sont réalisées : la diorite. L'inscription de la statue B dit que le choix de cette pierre a été fait de manière à assurer leur préservation, en évitant de les faire en métal pour qu'elles ne soient refondues plus tard. Il n'y a d'ailleurs aucune indication qu'il ait fait réaliser des statues de lui en métal, à la différence des rois d'Akkad et d'Ur III. La matière première, belle pierre dure importée sans doute d’Arabie méridionale, a été retrouvée en telle quantité que l’on doit songer à un approvisionnement régulier et quantitativement important, ce qui implique des relations suivies et un système économique équilibré. On sait d'après les textes que la diorite, qui est la pierre majoritairement utilisée pour les représentations de Gudea provenait du « pays de Magan » qui correspond à l'actuel sultanat d'Oman. Gudea n'est pas le premier souverain de Lagash à l'employer, puisqu'elle est déjà utilisée par son beau-père Ur-Baba et bien avant eux les rois de l'époque archaïque. Les souverains d'Akkad en avaient fait le matériau par excellence des représentations royales. La qualité plastique du travail signifie que l’atelier d’où sont sorties ces œuvres avait une longue tradition de la sculpture sur de la pierre dure. L’usage de la diorite, pierre particulièrement dure, impose des formes très massives où les éléments du corps sont très peu sortis de la masse, ce qui donne un aspect robuste déjà présent dans la statuaire lagashite antérieure. L'inspiration akkadienne se voit dans l'intrusion d'un naturalisme qui ressort dans la représentation des muscles.

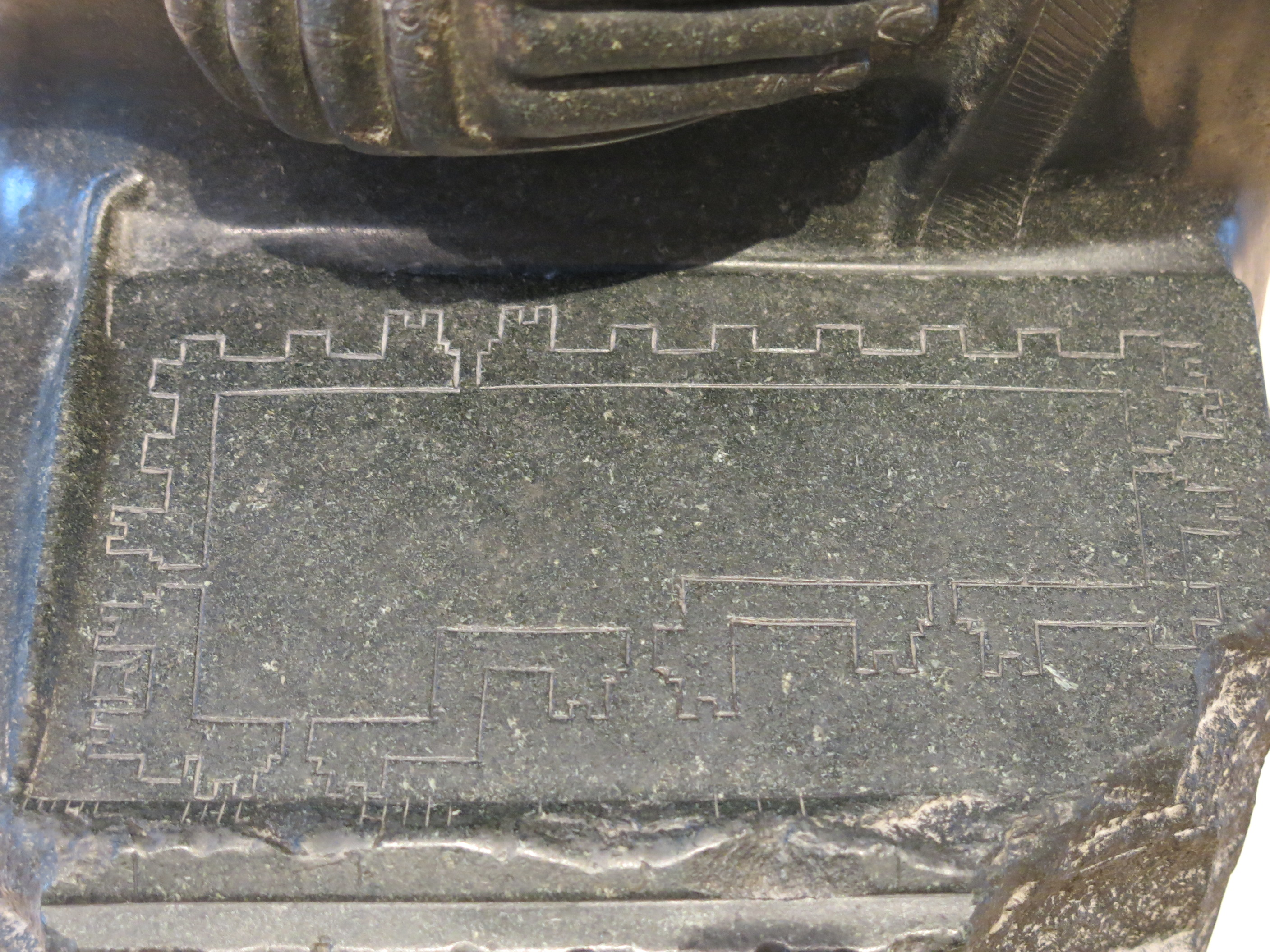
Le plan du temple de Ningirsu sur les genoux de la statue B. Musée du Louvre.

Le roi est représenté vêtu de la manière habituelle pour les rois de la période : avec une longue tunique à frange, dégagée sur l'épaule droite, et, quand elle est conservée, sa tête est en général coiffée d'un bonnet à rebord large (il est tête nue sur la statue S). Il est représenté debout (10 cas au moins) ou bien assis (7). Le siège sur lequel il est dans ces dernier cas semble être un marqueur de son statut royal, également représenté sur les sceaux-cylindres de l'époque d'Ur III le représentant. Quelques statues se singularisent par l'ajout d'un élément : une tablette et un stylet posés sur les genoux du roi sur les statues B et F le représentant en architecte, la tablette représentant le plan d'un temple sur la première, tandis qu'elle est vierge sur la seconde ; un vase aux eaux jaillissantes sur la statue N.
Grâce à l'étude conjointe des statues et des textes les accompagnant, ainsi que ceux des cylindres de Gudea, I. Winter a mis en avant diverses caractéristiques physiques du roi qui manifestent les différentes qualités que les dieux lui ont octroyées afin qu'il soit apte à régner : « en comparant les représentations verbales du souverain avec sa représentation physique par les statues, ce qui émerge est une image homogène et cohérente dans les deux domaines - constituant ce que Louis Marin, dans son étude des images de Louis XIV de France, a qualifié de « représentations du pouvoir », engendrées et renforcées par le « pouvoir de représentation ». » Au moins cinq éléments ressortent :
- la taille : certaines statues sont grandeur nature (la statue D ayant même des proportions « colossales »), la plupart sont petites mais elles ont un aspect massif, ont une épaisseur et des proportions qui semblent manifester le caractère remarquable du roi, son charisme[114] ;
- le corps et la poitrine « larges » (dagal) : ils renvoient à la vitalité du roi, dont le corps peut contenir le souffle vital octroyé par les dieux[115] ;
- le corps musclé : gage de vigueur et de force, donc du caractère « héroïque » du roi, visible avant tout dans l'épaule et le bras droit du roi qui sont généralement exposés à la vue de tous parce qu'ils ne sont pas couverts de vêtements[116] ;
- les grandes oreilles : cela traduit dans la symbolique sumérienne le fait d'être attentif, ce qui indique que Gudea est à l'écoute des commandements divins, voire une indication de sa grande sagesse[117] ;
- les grands yeux : le regard du roi est tourné vers les divinités, au moins certaines de ses statues étant disposées dans des sanctuaires en face de statues divines, de manière que le roi soit en permanence en leur présence, prêt à recevoir leurs ordres tout en leur manifestant sa dévotion[118].

La piété de Gudea ressort aussi de l'attitude statique, calme, sereine voire introspective qui émane d'elles. Le roi est au repos et non dans une attitude dynamique, comme cela était souvent le cas pour les rois d'Akkad. Ses mains sont généralement jointes, une gestuelle de prière. La puissance physique du roi se manifeste tout de même par sa musculature.

Le corps apte à régner et les manifestations de la piété de Gudea
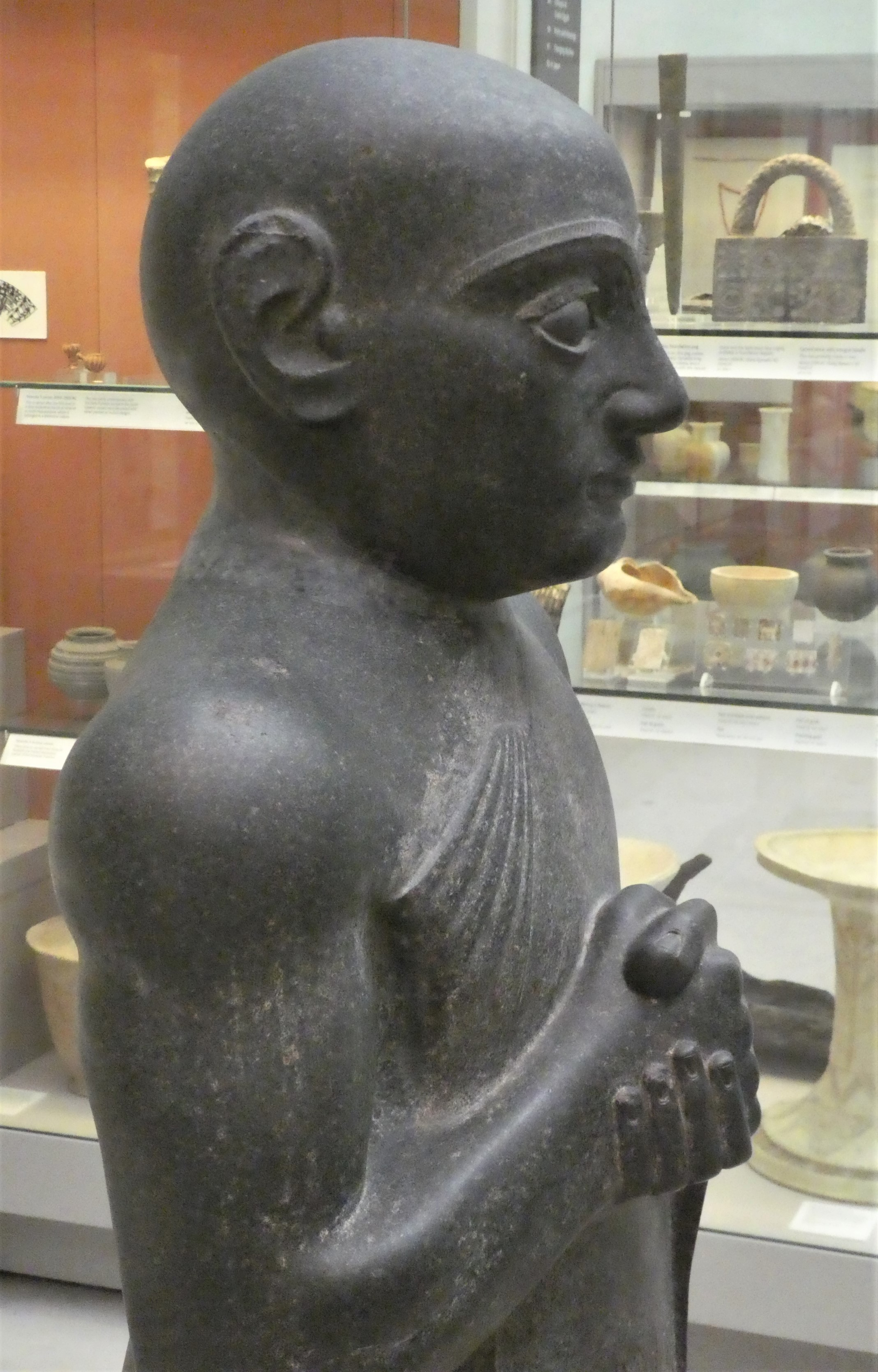
Statue V, détail : haut du corps avec épaule et bras visibles, tête recollée. British Museum.
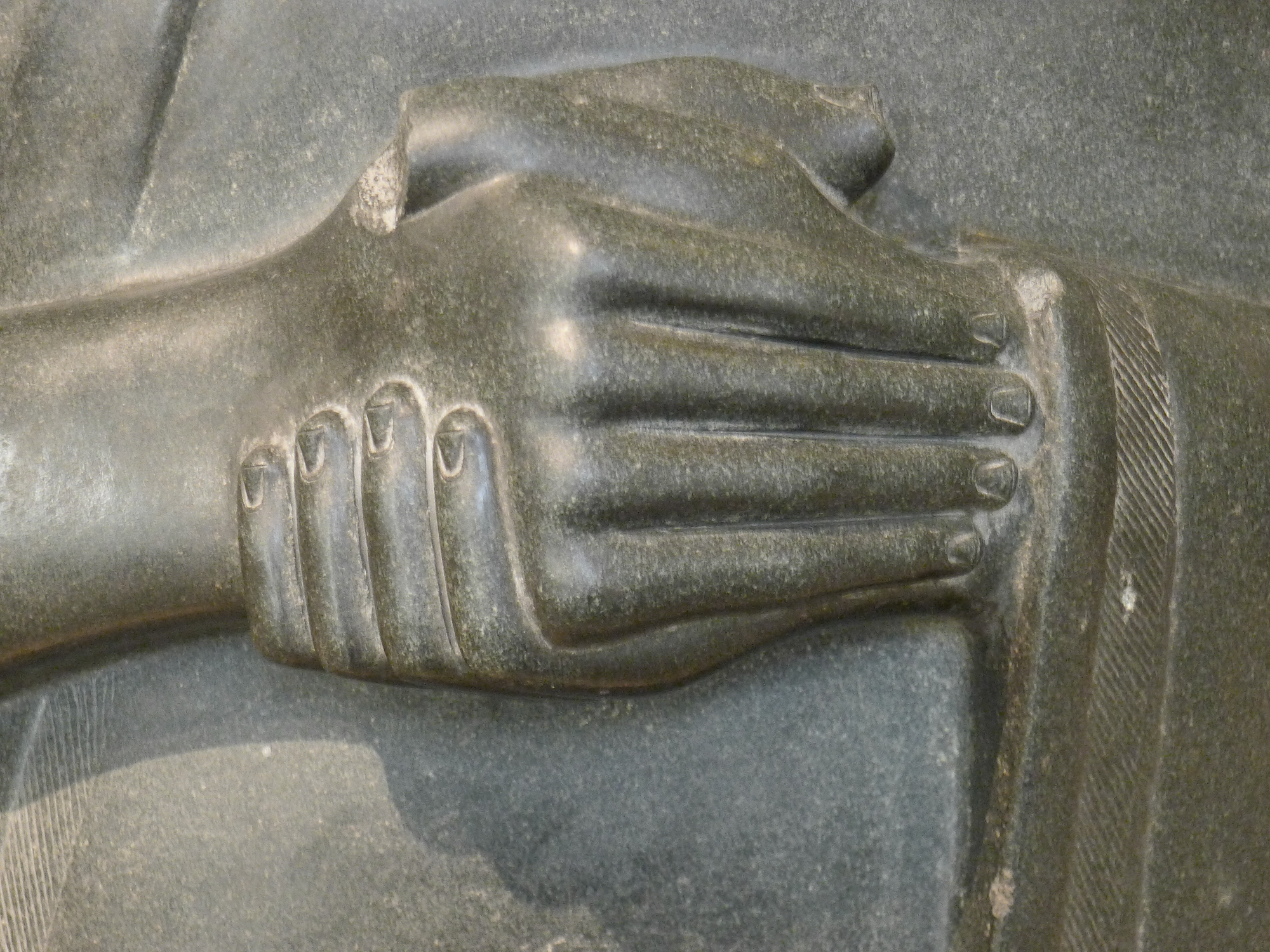
Statue A, détail des mains jointes. Musée du Louvre.

### Inscriptions, noms et fonctions
Les inscriptions fournissent également des précisions sur les fonctions de ces statues. Comme les autres inscriptions, elles indiquent au moins le dieu auxquelles elles sont dédiées et les circonstances de leurs consécration. Elles sont de longueurs très variables, la plus courte celle de la statue Q, qui se contente des éléments de base, à savoir le dieu destinataire, l'identification du dédicant (Gudea), les circonstances de l'offrande, le nom de la statue et son emplacement :

« Pour Ningishzida, son dieu (personnel), Gudea, ensí de Lagash, bâtisseur de l'Eninnu de Ningirsu, façonna une statue de lui-même. « Il convient à la maison » – (c'est ainsi qu')il nomma (la statue) pour son bien, et il lui apporta dans sa maison (son temple). »

Les inscriptions plus étendues, notamment celle de la statue B qui est la plus longue, contiennent de plus amples développements sur la construction des temples et la fabrication des statues, les offrandes rituelles accompagnant leur consécration, voire des malédictions envers ceux qui porteraient atteinte à l'objet et à la mémoire de Gudea.

Inscriptions des statues de Gudea
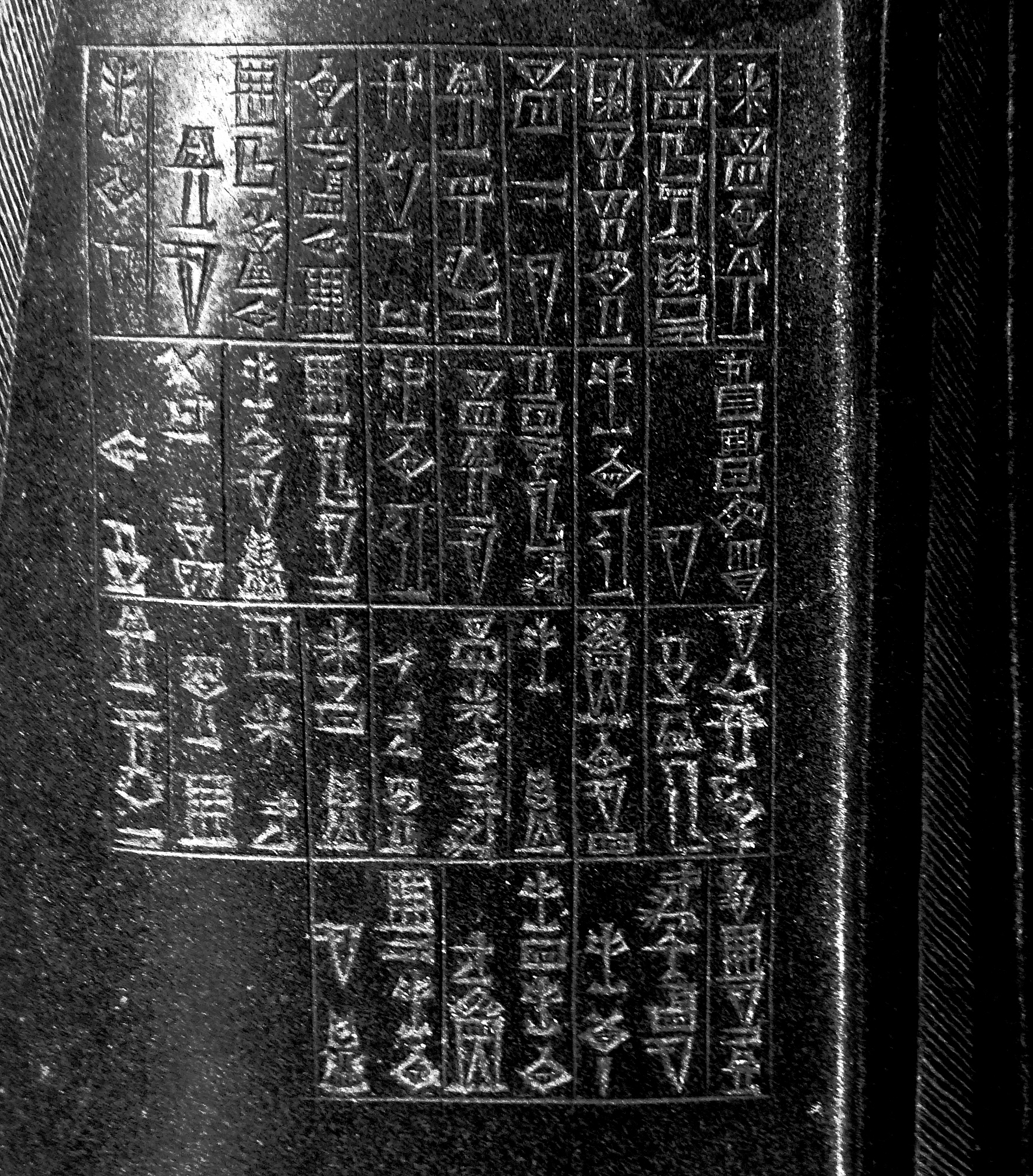
Inscription de la statue A. Musée du Louvre.
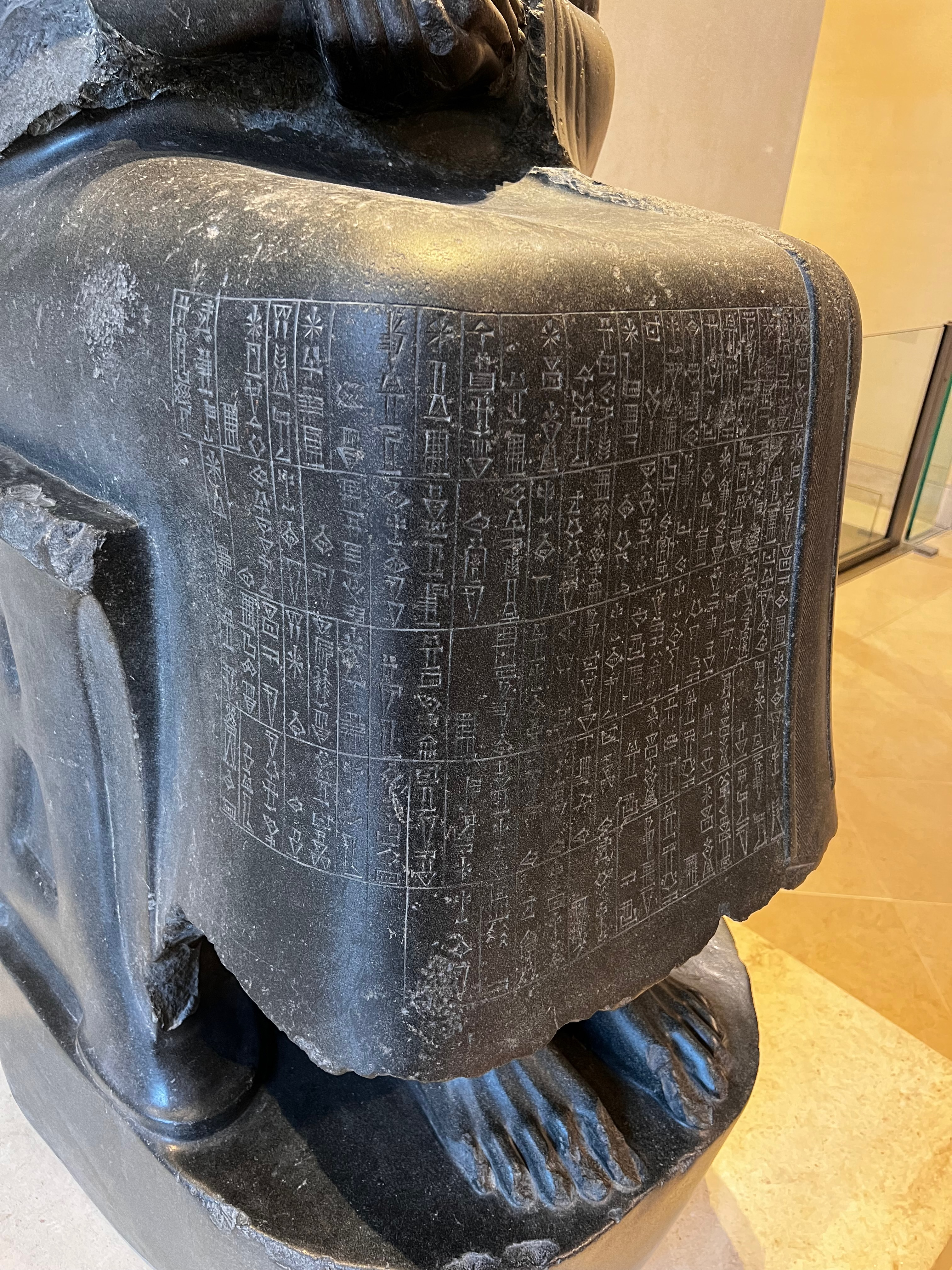
Inscription de la statue D. Musée du Louvre.
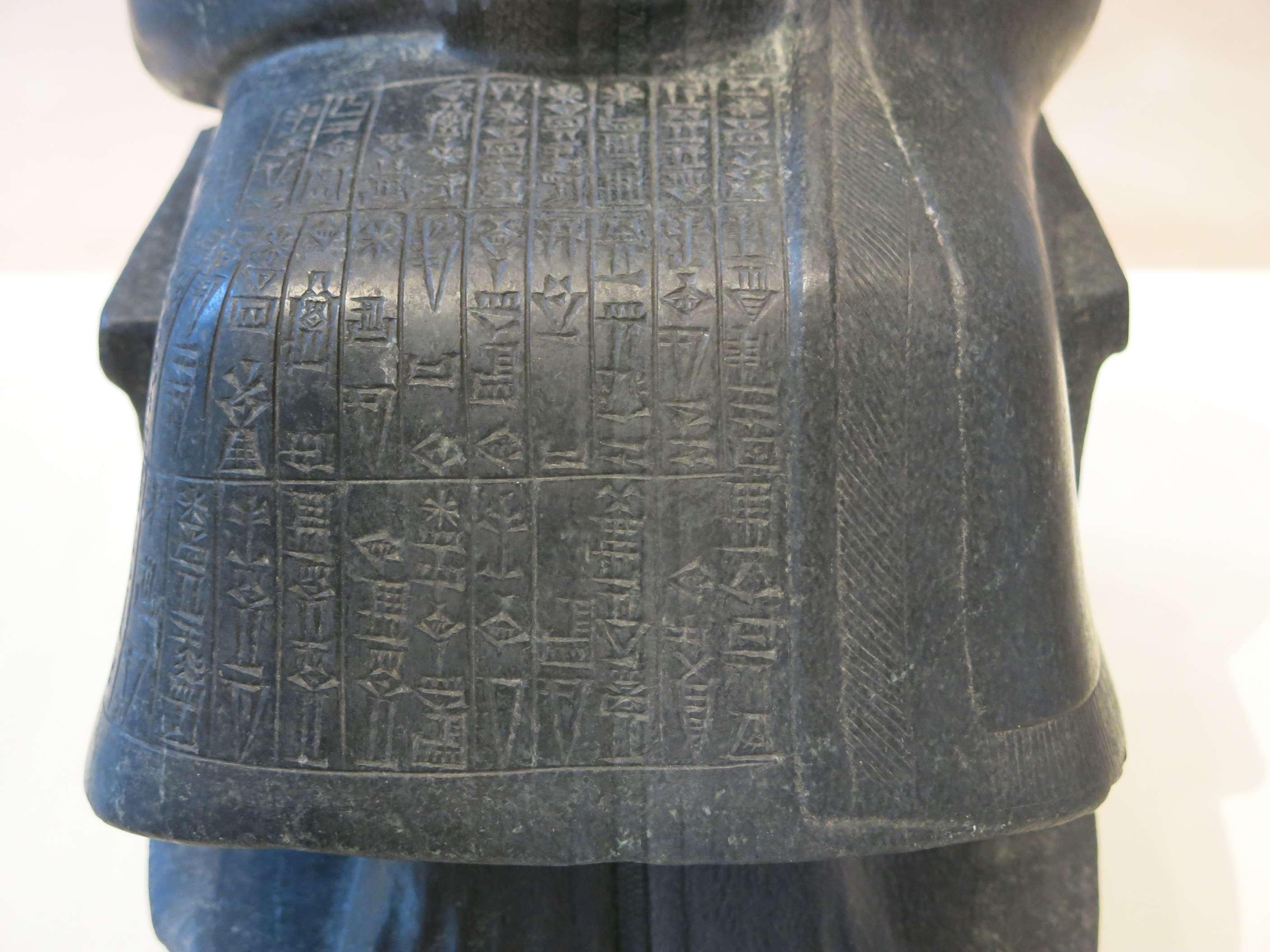
Inscription de la statue I. Musée du Louvre.
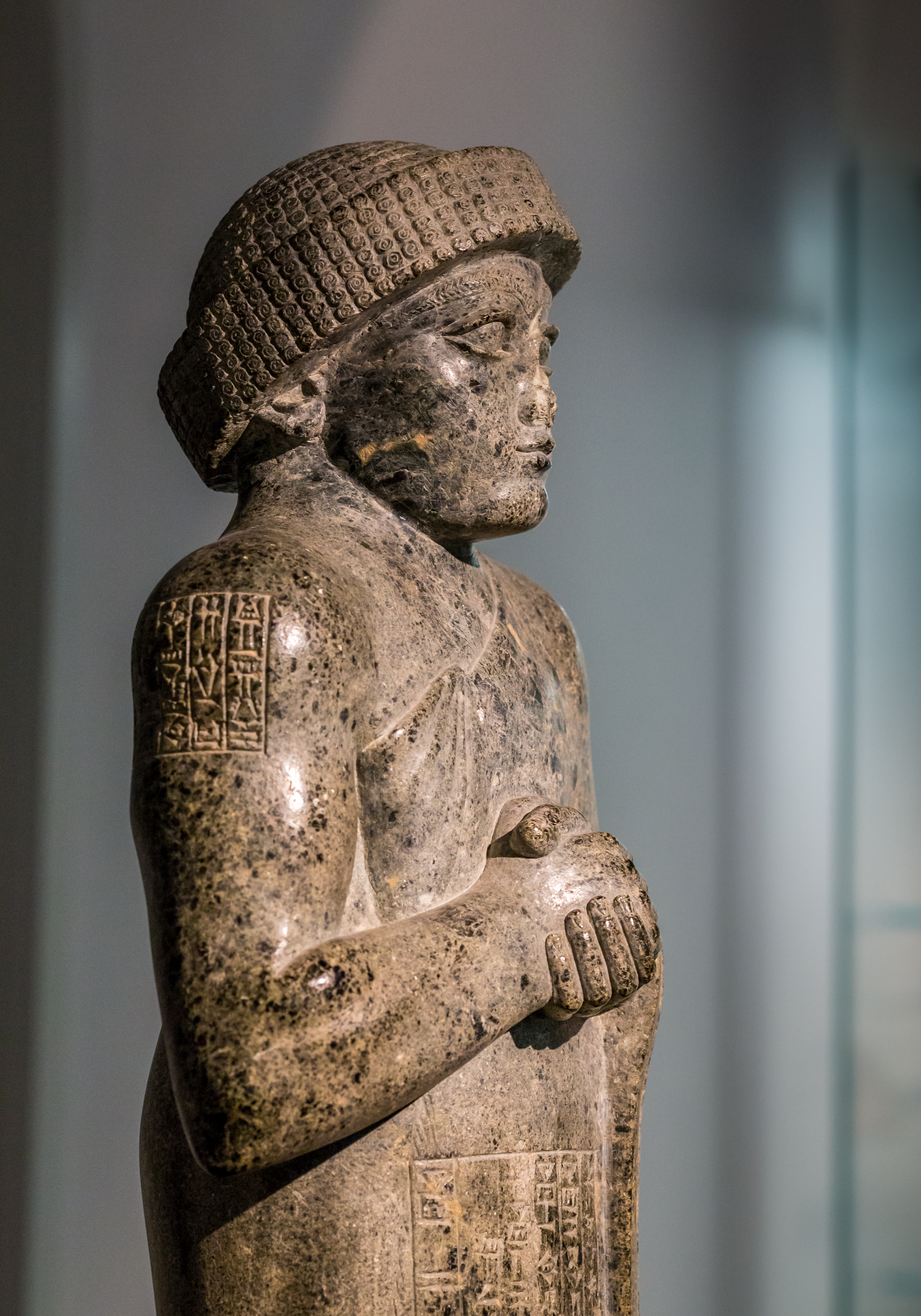
Statue O, avec le nom du roi inscrit sur son épaule, l'inscription principale figurant sur sa tunique. Ny Carlsberg Glyptotek.

Les inscriptions indiquent le nom qu'elles ont reçu, qui donnent une idée du rôle qui leur était assigné, qui consiste en général à apporter les bénédictions divines au roi : pour la statue H, c'est « La Dame, la fille bien-aimée du ciel brillant, la mère Ba'u (Baba), a donné la vie à Gudea depuis la Maison Tarsirsir (son temple) » ; pour la statue M, c'est « Il (Gudea) se tient (constamment) en prière » ; pour la statue P, « Que la vie de Gudea, qui construisit la maison (le temple), soit longue. »
Elles ont donc un usage dans le culte, sont destinées à être placées dans des temples et servent à invoquer les bénédictions des dieux sur le roi, notamment qu'ils lui assurent une longue vie. Placer une statue d'une personne à proximité de celle d'une divinité est une manière de s'assurer qu'elle lui rende hommage perpétuellement. Les inscriptions évoquent plus ou moins longuement le processus de fabrication de la statue et sa consécration, peut-être par le biais d'un rituel visant à leur donner de la vie (ce qui se fait pour les statues divines). Certaines d'entre elles évoquent l'institution d'offrandes alimentaires, ce qui fait qu'il a été proposé qu'elles soient destinataires d'offrandes. Néanmoins cela n'est pas assuré, car pour autant que l'on sache Gudea n'a reçu un culte qu'après sa mort, qui n'a du reste pas forcément été accompli en présence de ses statues. Elles servaient aussi à préserver sa mémoire parce qu'elles vont lui survivre, ou, suivant une formule de ses inscriptions, pour que son nom soit « éternel » (gil-sa). Le nom du roi est parfois inscrit à part du texte des inscriptions, sa présence étant une manière de conserver le souvenir du roi, et les malédictions inscrites sur les statues visent ceux qui effaceraient son nom et donc sa mémoire.

### Liste des statues
Les statues sont identifiées par une ou deux lettres. Certaines font l'objet de discussions : authenticité, attribution à Gudea, fragments pouvant être issus de statues ou joints à d'autres fragments.
| Lettrage    | Image | Matériau              | Taille  | Posture et état                                                                             | Provenance (authenticité)                           | Dédiée à                               | Collection                                                       | Numéro de catalogue |
| ----------- | --- | --------------------- | ------- | ------------------------------------------------------------------------------------------- | --------------------------------------------------- | -------------------------------------- | ---------------------------------------------------------------- | ------------------- |
| A,          | | diorite               | 124 cm  | debout                                                                                      | Tello, Tell A, cour A                               | Ninhursag                              | Louvre                                                           | AO 8                |
| B,          | | diorite               | 93 cm   | assis avec plan sur les genoux                                                              | Tello, Tell A, cour A                               | Ningirsu                               | Louvre                                                           | AO 2                |
| C,          | | diorite               | 140 cm  | debout, acéphale                                                                            | Tello, Tell A, cour A                               | Inanna                                 | Louvre                                                           | AO 5                |
| D,          | | diorite               | 158 cm  | assis, acéphale, épaule droite brisée                                                       | Tello, Tell A, salle N                              | Ningirsu                               | Louvre                                                           | AO 1                |
| E,          | | diorite               | 140 cm  | debout, acéphale                                                                            | Tello, Tell A, cour A                               | Baba                                   | Louvre                                                           | AO 6                |
| F,          | | diorite               | 86 cm   | assis avec plan sur les genoux, acéphale                                                    | Tello, Tell A, cour A                               | Gatumdug                               | Louvre                                                           | AO 3                |
| G,          | | diorite               | 133 cm  | debout, acéphale, épaule droite brisée                                                      | Tello, Tell A, cour A                               | Ningirsu                               | Louvre                                                           | AO 7                |
| H,          | | diorite               | 77 cm   | assis, acéphale, épaule droite brisée                                                       | Tello, Tell A, cour A                               | Baba                                   | Louvre                                                           | AO 4                |
| I,          | | diorite               | 45 cm   | assis                                                                                       | Tello, Tell V                                       | Ningishzida                            | Louvre                                                           | AO 3293 + AO 4108   |
| K,          | | diorite               | 124 cm  | debout, partie supérieure et pieds brisés                                                   | Tello, Tell A, porte L                              | Ningirsu                               | Louvre                                                           | AO 10               |
| L,          | | diorite               | --      | Fragment, attribution à Gudea incertaine                                                    | Tello, Tell A                                       | --                                     | Louvre                                                           | AO 28               |
| M,          | | paragonite            | 41 cm   | debout, pied brisé                                                                          | inconnue (fouilles clandestines, tell V ?) ; faux ? | Geshtinanna                            | Detroit Institute of Arts                                        | 82.63               |
| N,          | | dolérite, calcite (?) | 62 cm   | debout, tenant un vase jaillissant                                                          | inconnue (fouilles clandestines, Tell V ?)          | Geshtinanna                            | Louvre                                                           | AO 22126            |
| O,          | | stéatite              | 63 cm   | debout                                                                                      | inconnue (fouilles clandestines, Tell V ?)          | Geshtinanna                            | Ny Carlsberg Glyptotek, Copenhagen                               | NCG 840             |
| P,          | | diorite               | 44 cm   | assis                                                                                       | inconnue (fouilles clandestines, Tell V ?) ; faux ? | Ningishzida                            | New York, Metropolitan Museum of Art                             | 59.2                |
| Q,          | | diorite               | 30 cm   | assis                                                                                       | inconnue (fouilles clandestines, Tell V ?)          | Ningishzida                            | corps au Musée national d'Irak, tête au Penn Museum Philadelphia | IM 2909 + CBS 16664 |
| R           | | diorite               | 18,5 cm | assis, acéphale, épaule et bras droit fragmentaires                                         | inconnue (fouilles clandestines)                    | privilèges pour le chantre Nam(ma)hani | Harvard Semitic Museum                                           | HSM 8826            |
| S,          | Limestone statue of Gudea. From Girsu, Iraq. 2144–2124 BC. Extensively reconstructed. Ancient Orient Museum, Istanbul | calcaire              | --      | debout                                                                                      | Tello, Tell H                                       | --                                     | Musée de l'Orient ancien d'Istanbul (et fragments au Louvre)     | EŞEM 5215           |
| T,          | | dolérite              | --      | Tête et fragments du corps, attribution à Gudea incertaine                                  | Nippur, Ekur (tête) et inconnue (fragments)         | Nisaba                                 | collection V. Golenishev et Penn Museum                          | 5144 + UM L.29.212  |
| U,          | | dolérite              | 101 cm  | debout, fragments                                                                           | Tell Hammam                                         | Nanshe                                 | British Museum                                                   | 92988               |
| V,          | | dolérite              | 78 cm   | debout, haut du corps préservé, tête recollée au corps, non inscrite (attribution discutée) | inconnue (fouilles clandestines) ; faux ?           | --                                     | British Museum                                                   | 122910              |
| W,          | | diorite               | 16 cm   | fragment de cou                                                                             | Tell, Tell A, salle 30                              | Ningirsu                               | Louvre                                                           | AO 20               |
| X,          | | diorite               | --      | fragment                                                                                    | Tello                                               | Meslamta-ea                            | Louvre                                                           | AO 26646            |
| Y,          | | calcaire              | --      | fragment                                                                                    | Tello                                               | Ningirsu                               | Louvre                                                           | AO 26633            |
| Z,          | | diorite               | --      | fragment                                                                                    | Tello                                               | Ningirsu                               | Louvre                                                           | AO 26637            |
| AA,         | | calcaire              | --      | fragment, pas forcément une statue                                                          | Tello                                               | --                                     | Louvre                                                           | AO 26630            |
| BB,         | | calcaire              | --      | fragments, pas forcément une statue (stèle ?)                                               | Tello                                               | Baba                                   | Louvre                                                           | AO 26635 + 26670    |
| non lettrée | | diorite               | 107 cm  | debout ; sans inscription, attribution à Gudea incertaine                                   | inconnue (fouilles clandestines)                    | inconnue                               | Louvre (Abu Dhabi)                                               | AO 20164            |
| non lettrée | | diorite               | 70,5 cm | debout ; sans inscription, attribution à Gudea incertaine                                   | inconnue (fouilles clandestines)                    | inconnue                               | Louvre (Lens)                                                    | AO 29155            |

## Galerie: autres sculptures inscrites

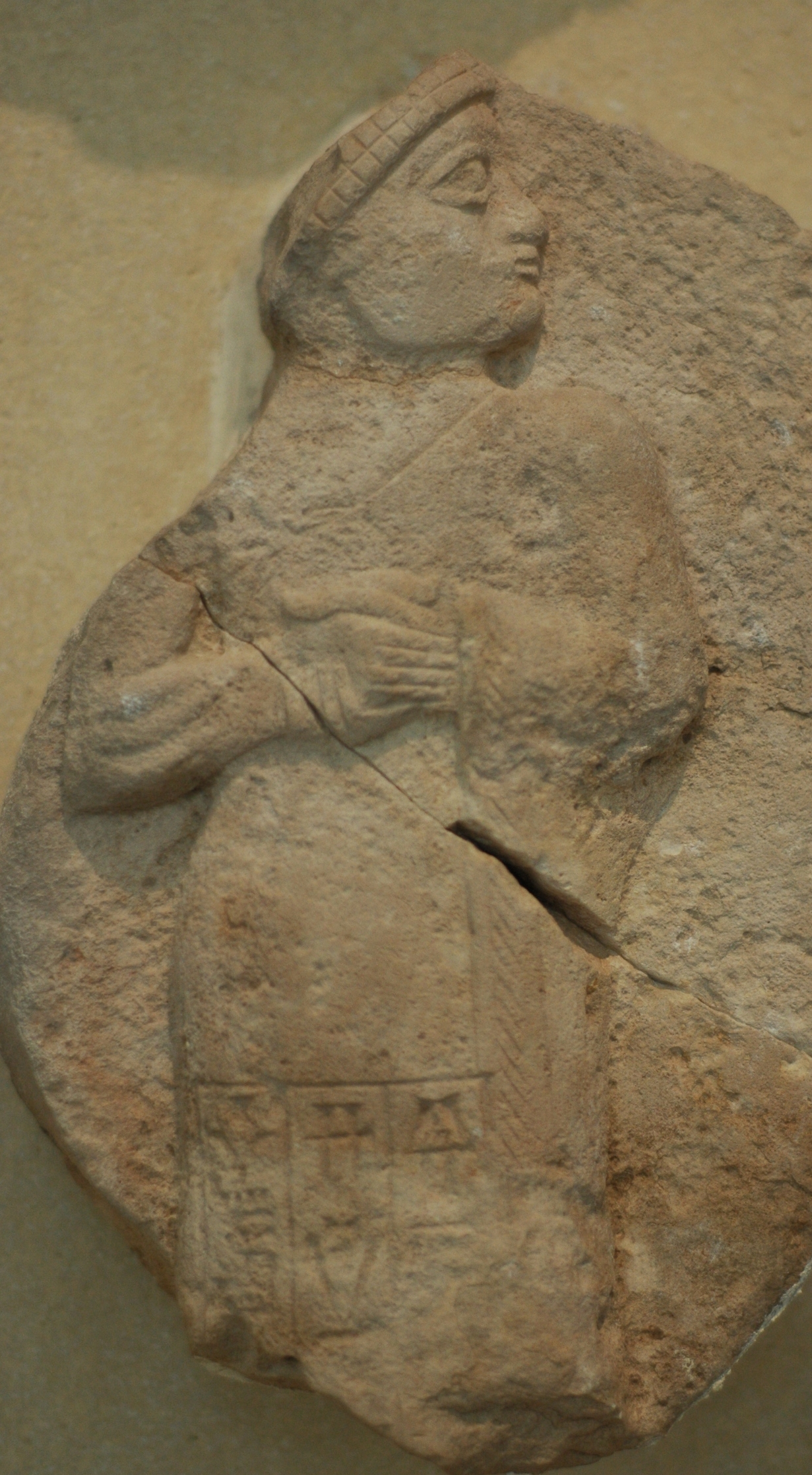
Fragment de stèle en calcaire représentant Gudea. Musée du Louvre.
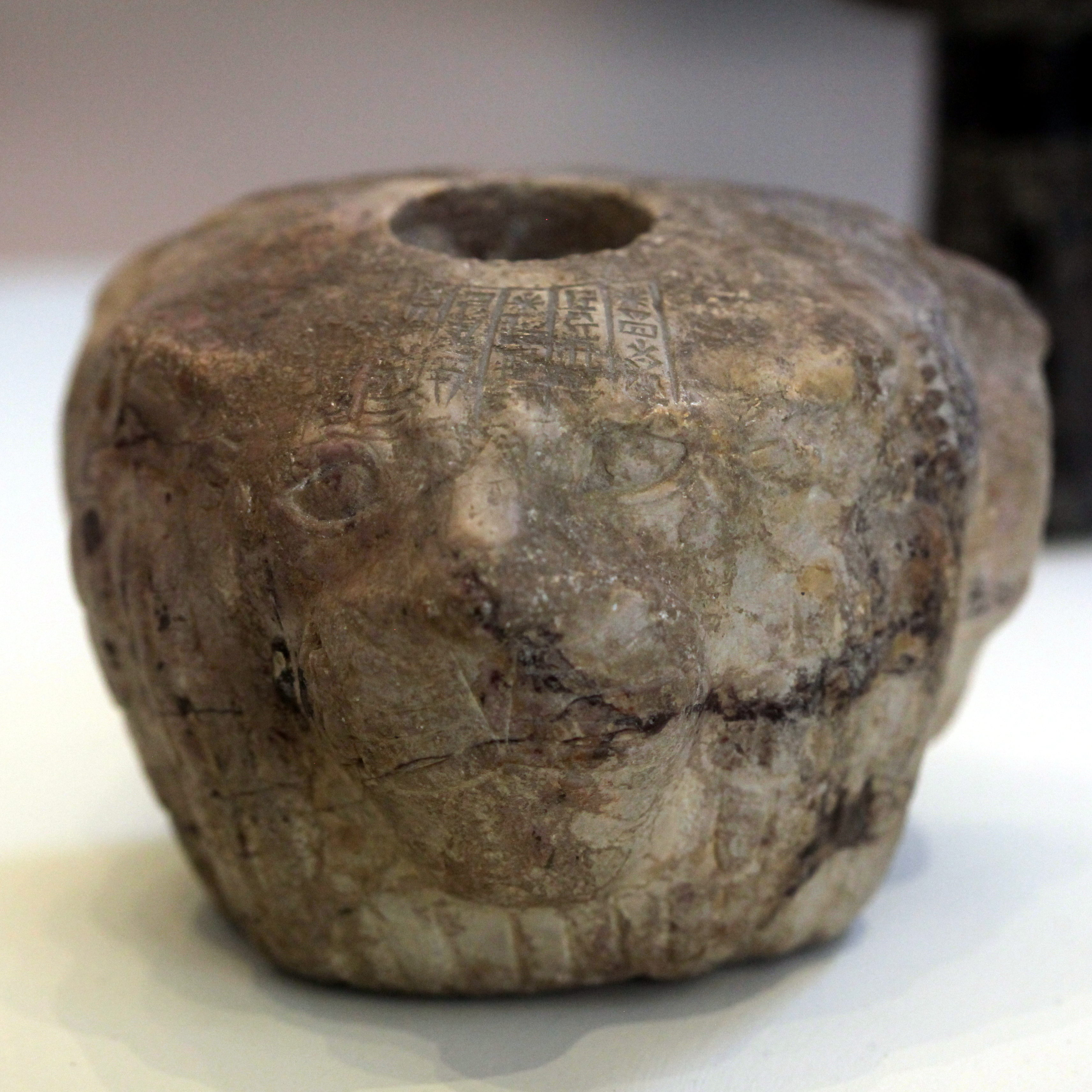
Masse d'armes votive avec tête de lion. Musée du Louvre.
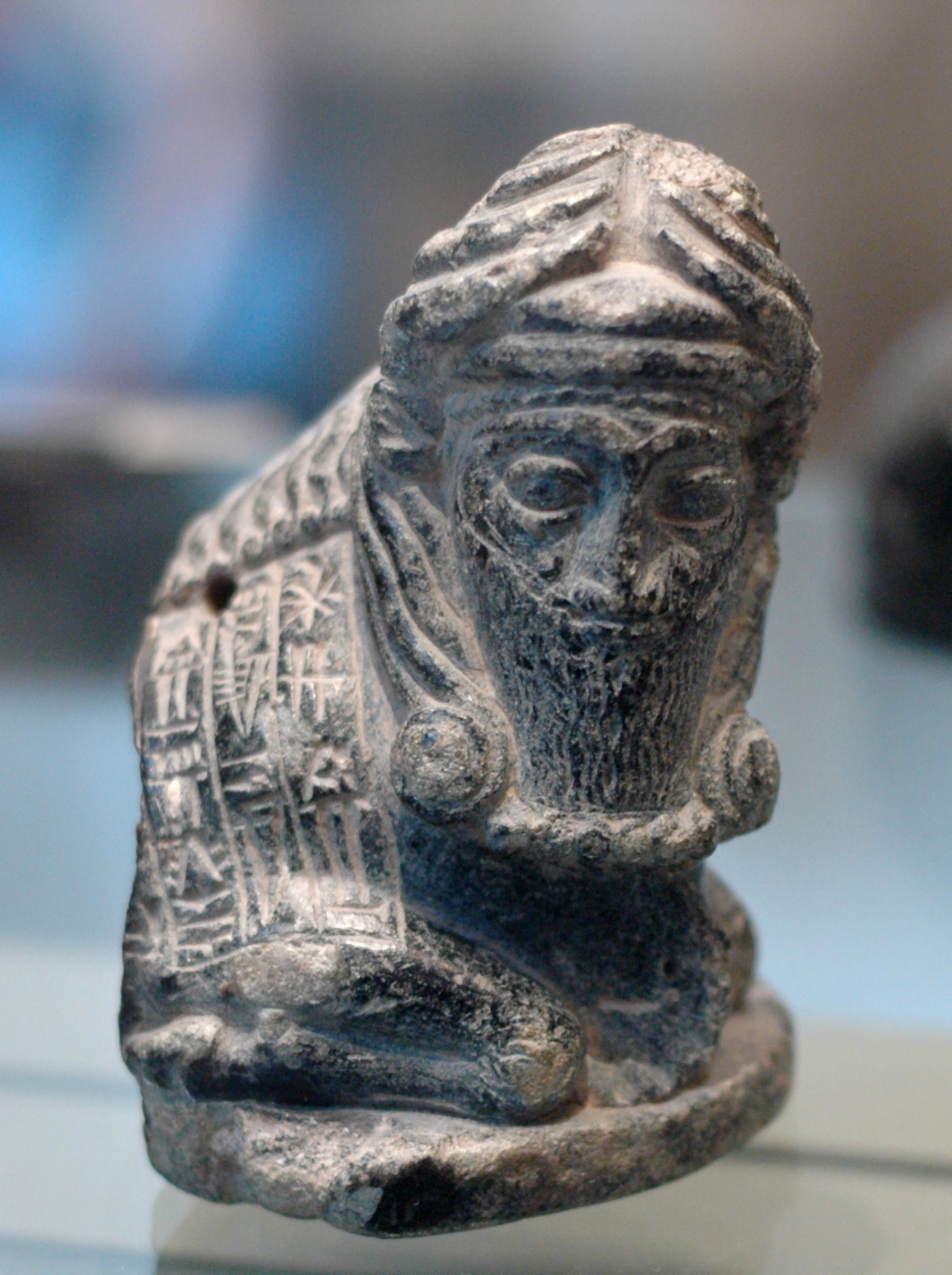
Fragment d'une statuette en chlorite d'un taureau androcéphale. Musée du Louvre.
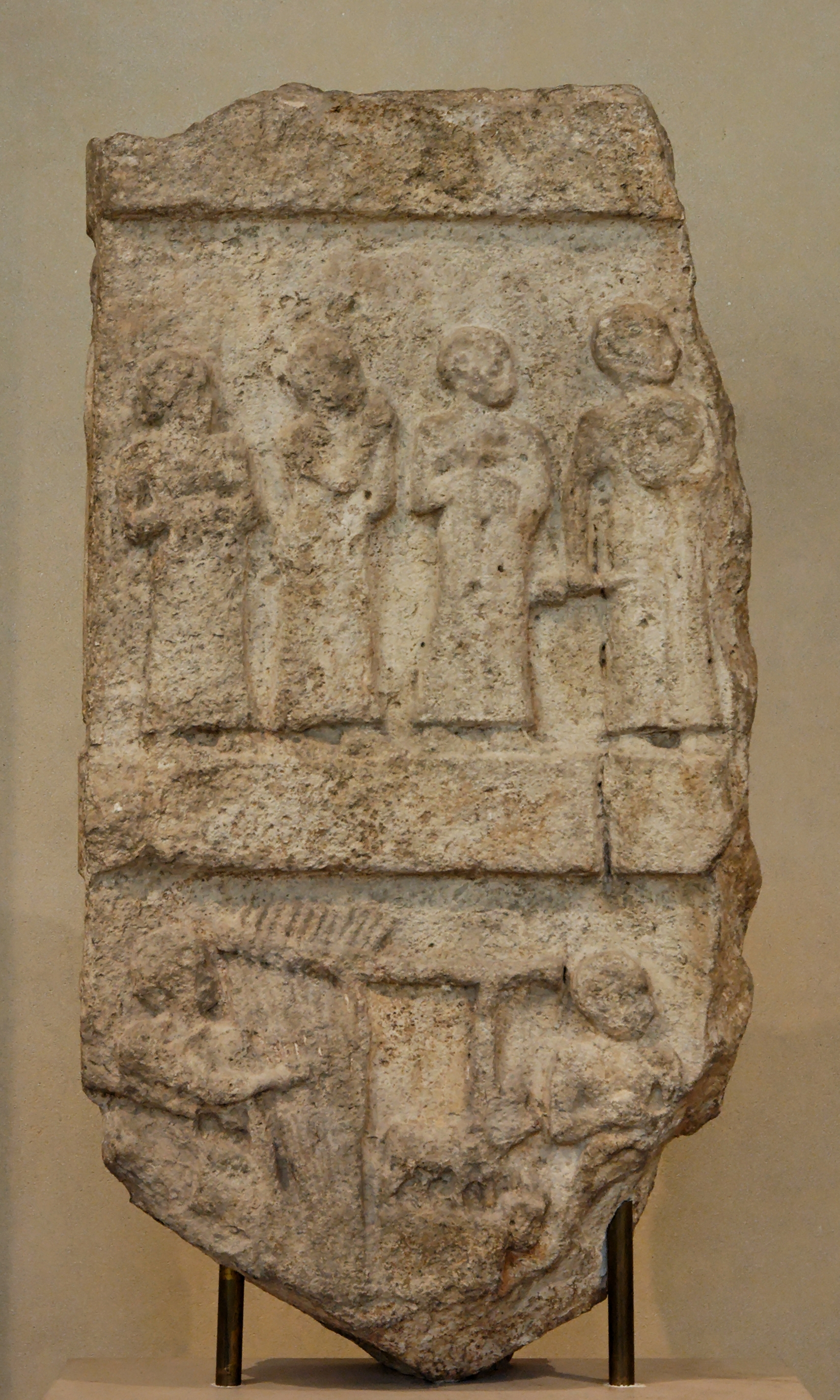
Fragment d'une stèle en calcaire représentant une procession de prêtres et des musiciens. Musée du Louvre.
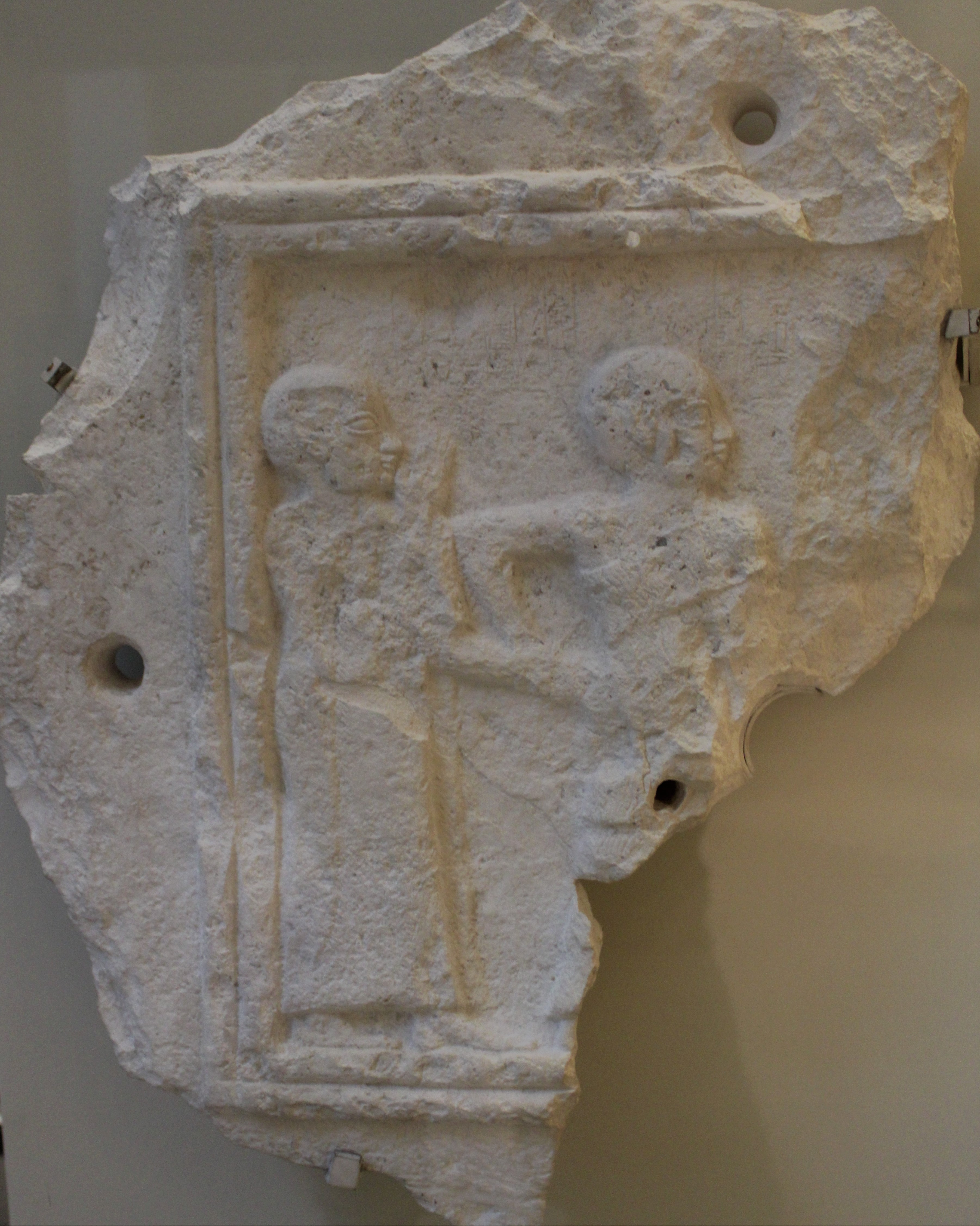
Stèle fragmentaire représentant une scène de présentation de Gudea, conduit par Ningishzida. Musée du Louvre.
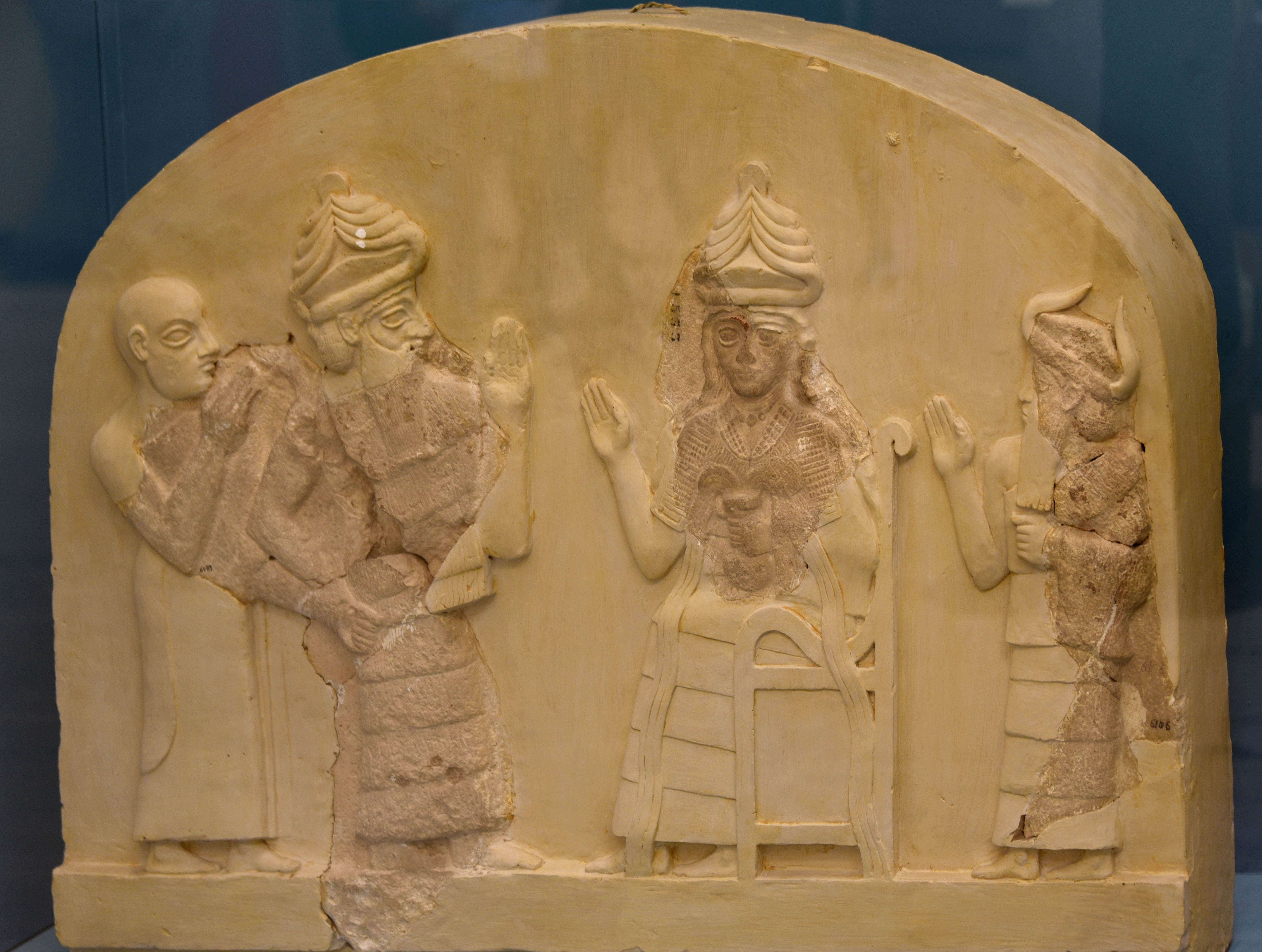
Stèle fragmentaire (avec restitutions) représentant une scène de présentation de Gudea, introduit par Ningishzida devant une déesse assise sur un trône. Musée de l'Orient ancien d'Istanbul.
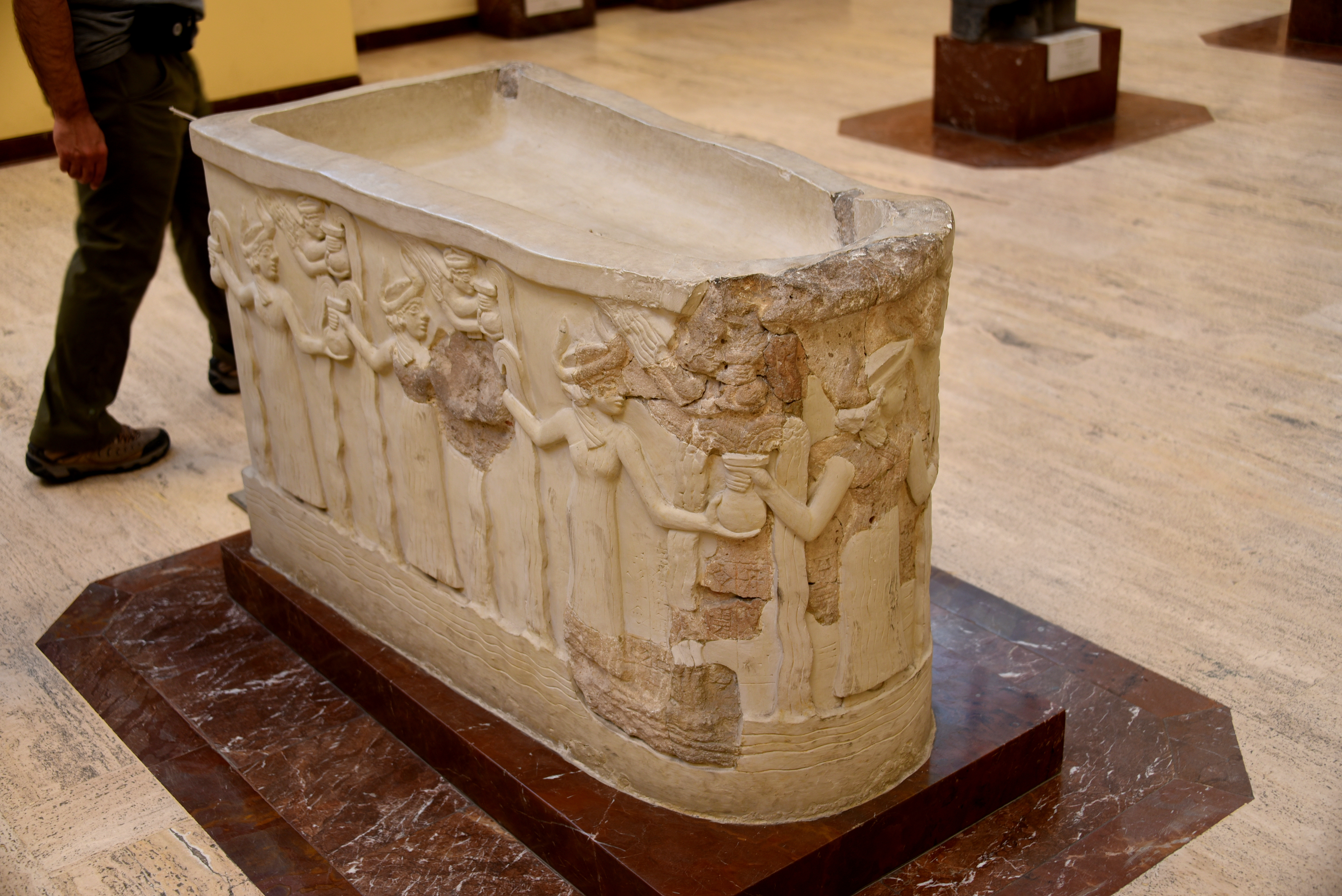
Bassin cultuel fragmentaire voué par Gudea à Ningirsu. Musée de l'Orient ancien d'Istanbul.

## Postérité
Lagash est incorporée dans le royaume d'Ur après le règne de Gudea, semble-t-il sous son cinquième successeur, Nam(a)hani, marié à une sœur de son épouse. Cela se produit sans doute vers la fin du règne d'Ur-Namma (qui s'achève en 2095 ou 2092 av. J.-C. selon la chronologie usuelle). L'annexion s'est probablement faite de façon pacifique, puisqu'aucune conquête militaire de Lagash n'est mentionnée par Ur-Namma ou son fils Shulgi. La province de Girsu semble avoir eu un statut spécial et important dans le nouvel empire, ce qui pourrait résulter des négociations ayant conduit à son intégration dans celui-ci.

### Culte et évocations après la mort
C'est dans ce contexte d'une province riche aux mains d'une élite locale puissante que Gudea est divinisé et reçoit un culte, qui se traduit par des offrandes qui lui sont faites lors des fêtes religieuses du royaume et par la présence d'un prêtre (gudu4) qui lui est consacré. Ses statues servent peut-être à lui Cela n'est pas une anomalie à l'époque : les autres anciens rois de Lagash reçoivent également des offrandes, les rois d'Ur III sont divinisés de leur vivant à partir de Shulgi. Mais Gudea semble avoir une place à part à Lagash dans ce groupe d'humains divinisés, recevant plus d'honneurs que les autres, son nom étant également employé dans des noms de personnes en tant qu'élément théophore. Deux sceaux-cylindres de cette période le représentent dans des scènes de présentation, dans la position de la divinité principale, assise sur un trône, devant laquelle est introduit le détenteur du sceau ; cette position est aussi occupée par des rois d'Ur III dans des sceaux de cette période. Gudea semble être devenu une sorte de « héros local » dans la province de Girsu. 
Après la chute de la troisième dynastie d'Ur, la région de Lagash décline lentement durant les premiers siècles du IIe millénaire av. J.-C. Le souvenir de Gudea est alors préservé dans des textes littéraires recopiés dans le milieu scolaire : les hymnes à Baba et à Nanshe qui le mentionnent, une Liste royale de Lagash qui s'achève avec son règne, un texte qui se présente comme la copie d'une de ses inscriptions, évoquant notamment les 537 statues qu'il aurait fait réaliser, ce qui indique que ces objets avaient fortement marqué les esprits.

### La question des destructions des statues
La plupart des statues nous sont parvenues en état fragmentaire. Beaucoup sont décapitées, des têtes ont le nez mutilé, et plusieurs têtes sans corps qui semblent avoir appartenu à des statues de Gudea ont été identifiées. Dès lors, s'est posée la question de savoir si ces destructions avaient été volontaires ou pas. Il est habituel que des épisodes de violence soient marqués par la profanation d’œuvres d'art, de manière à porter atteinte à la mémoire d'un ancien roi. Cela pourrait s'être produit lors d'une des conquêtes de la région, lors de la prise de pouvoir de la troisième dynastie d'Ur ou lors de sa chute, ou plus tard, mais il n'y a aucun indice concluant, notamment parce qu'il est impossible de dater la destruction d'un de ces objets. De plus ces dégradations (ou du moins une partie d'entre elles) ne sont pas forcément liées à une volonté humaine mais pourraient être le résultat des injures du temps ou d'une catastrophe naturelle.

### Retrouvailles à l'époque hellénistique

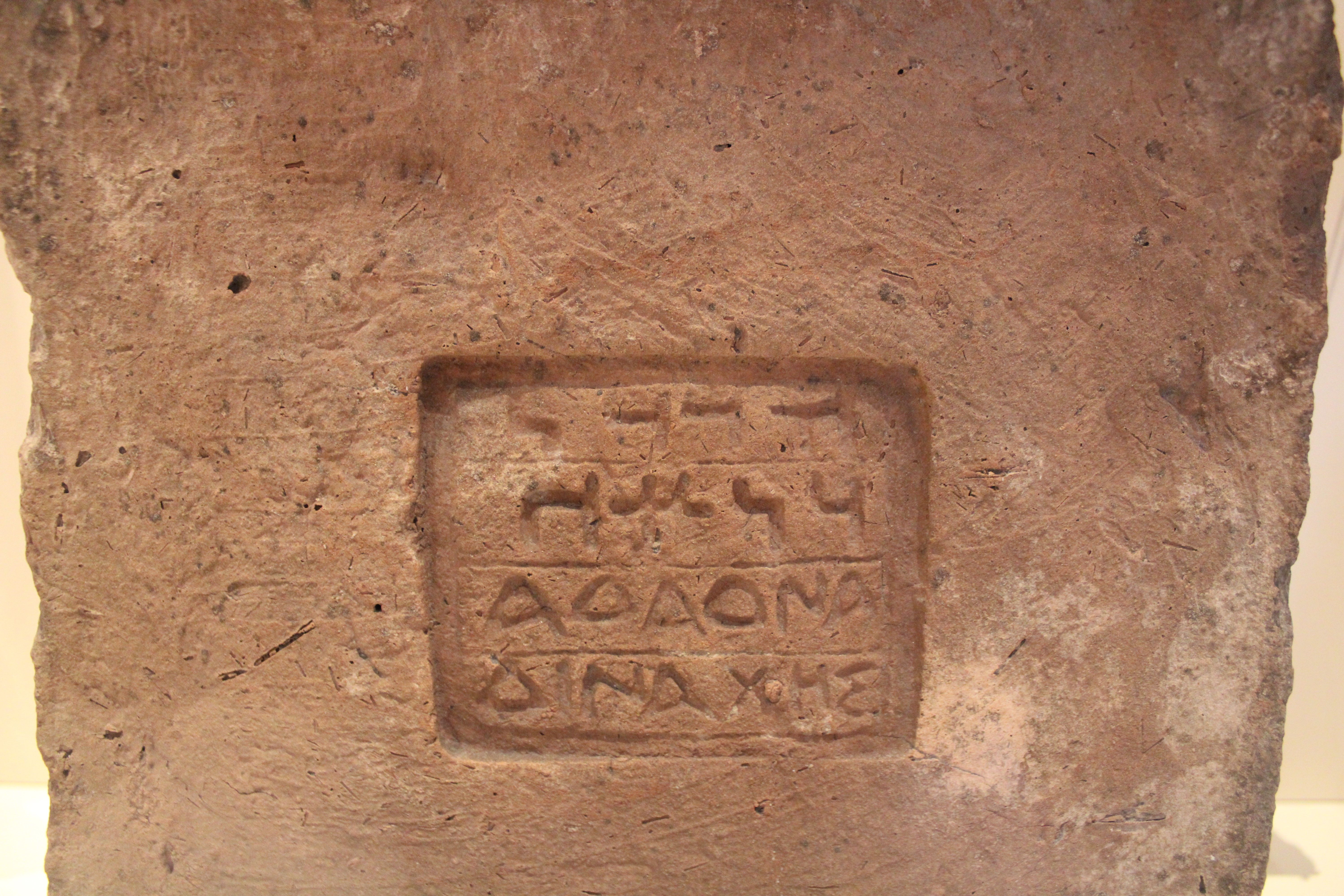
Brique estampée au nom d'Adad-nadin-ahhe, reprenant le style de celles de Gudea. Tello, Musée du Louvre.

Les sites de la région de Lagash sont désertés au XVIIIe siècle av. J.-C. et ne reprennent plus d'importance dans les siècles suivants. Il faut attendre le IIe siècle av. J.-C. pour que le site de Girsu connaisse une réoccupation notable, sous la direction d'un roitelet local hellénisé nommé Adad-nadin-ahhe. Durant cette époque la région est souvent disputée entre les rois Séleucides (gréco-macédoniens) et Parthes. Adad-nadin-ahhe érige un palais sur le tell A de Tello. 
C'est lors des fouilles de cet édifice que les premières statues de Gudea ont été dégagées par les archéologues (statues A à H). Sept statues avaient été disposées dans la cour principale (A) du bâtiment, regroupées en fonction de la posture du roi (trois statues du roi assis au centre, quatre du roi debout dans un angle), ainsi que des fragments de statues. Celles qui sont consacrées à Ningirsu ont été prises à proximité, le palais étant érigé à l'emplacement de l'ancien sanctuaire de ce dieu. La statue colossale (statue D), manifestement trop lourde pour être transportée, avait été laissée là où elle avait été retrouvée, dans une niche aménagée pour elle, et peut-être légèrement restaurée. D'autres statues en revanche avaient été déplacées depuis d'autres sanctuaires (Gatumdug, Ninhursag, Inanna). Adad-nadin-ahhe a donc été une sorte d'« antiquaire » intéressé par le passé du site où il était installé, doublé d'un imitateur de ce dernier : il réutilise d'anciens sceaux-cylindres et statuettes pour faire des dépôts de fondation comme le faisaient les rois du passé ; des pans de murs sont restaurés et imités pour de nouvelles constructions qui reprennent le format des briques de l'époque de Gudea ; certaines briques sont estampées à son nom, comme le faisait Gudea, mais plus en sumérien car cette langue n'était alors quasiment plus comprise en dehors des cercles lettrés de quelques sanctuaires, mais en araméen et en grec.

### Introductions
- Bertrand Lafont, « Gudea », dans Francis Joannès (dir.), Dictionnaire de la civilisation mésopotamienne, Paris, Robert Laffont, coll. « Bouquins », 2001, p. 352-354
- Michaël Guichard, « Gudéa : le prince pieux », Dossiers d'archéologie, no 348 « Rois en Mésopotamie »,‎ novembre-décembre 2011, p. 20-23.

### Contexte politique
- (en) Walther Sallaberger et Ingo Schrakamp, « Philological Data for a Historical Chronology of Mesopotamia in the 3rd Millennium », dans Walther Sallaberger et Ingo Schrakamp (dir.), Associated Regional Chronologies for the Ancient Near East and the Eastern Mediterranean. Vol III: History & Philology, Turnhout, Brepols, 2015, p. 113-130.
- Bertrand Lafont, « Akkad, l'empire charismatique (2330-2100) », dans Bertrand Lafont, Aline Tenu, Philippe Clancier et Francis Joannès, Mésopotamie : De Gilgamesh à Artaban (3300-120 av. J.-C.), Paris, Belin, coll. « Mondes anciens », 2017, p. 165-199
- (en) Steven J. Garfinkle, « The Kingdom of Ur », dans Karen Radner, Nadine Moeller et Daniel T. Potts (dir.), The Oxford History of the Ancient Near East, Volume 2: From the End of the Third Millennium bc to the Fall of Babylon, New York, Oxford University Press, 2020, p. 148-155

### Art et archéologie
- André Parrot, Tello : vingt campagnes de fouilles (1877-1933), Paris, Albin Michel, 1948
- Agnès Benoit, Art et archéologie : les civilisations du Proche-Orient ancien, Paris, RMN, coll. « Manuels de l'école du Louvre », 2003
- (en) Joan Aruz (dir.), Art of the first cities : The Third millennium B.C. from the Mediterranean to the Indus, New Haven et Londres, The Metropolitan Museum of Art of New York et Yale University Press, 2003 (lire en ligne)
- (en) Zainab Bahrani, Mesopotamia : Ancient Art and Architecture, Londres, Thames & Hudson, 2017, chap. 6 (« Gudea: Royal Portraits and the Lifespan of Images »), p. 135-153

### Études sur le règne et l'art de Gudea
- (en) Dietz Otto Edzard, The Royal inscriptions of Mesopotamia, Early periods, vol. 3/1, Gudea and His Dynasty, Toronto, University of Toronto Press, 1997
- (en) Claudia E. Suter, Gudea's Temple Building : The Representation of an Early Mesopotamian Ruler in Text and Image, Groningue, STYX Publications, 2000
- (en) Irene J. Winter, « The Body of the Able Ruler: Toward an understanding of the statues of Gudea », dans On the art in the ancient Near East, Volume II: From the Third Millennium B.C.E., Leyde et Boston, Brill, 2010, p. 152-165
- (en) Claudia E. Suter, « Gudea of Lagash: Iconoclasm or Tooth of Time? », dans Natalie N. May (dir.), iconoclasm and Text Destruction in the Ancient Near East, Chicago, The Oriental Institute of the University of Chicago, 2012, p. 57-87
- (en) Claudia E. Suter, « Gudea’s Kingship and Divinity », dans Shamir Yonah, Edward L. Greenstein, Mayer I. Gruber, Peter Machinist et Shalom M. Paul (dir.), Marbeh Ḥokmah: Studies in the Bible and the Ancient Near East in Loving Memory of Victor Avigdor Hurowitz, Winona Lake, Eisenbrauns, 2015, p. 499-523